# Bau des Flughafens Berlin Brandenburg

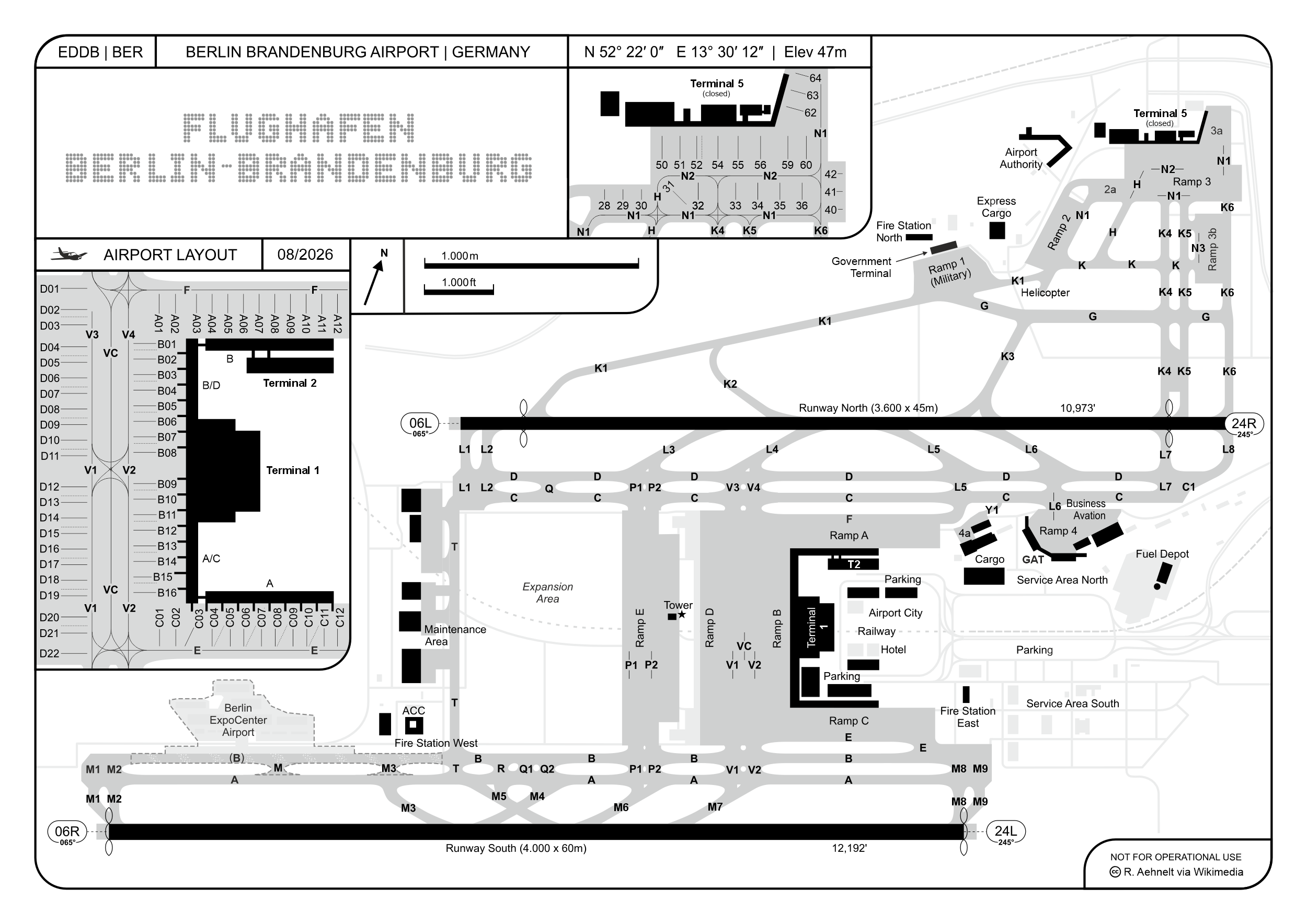
Baustellenübersicht über die Gesamtanlage (Stand 1/2020)

Mit dem Bau des Flughafens Berlin Brandenburg (BER) wurde im Jahr 2006 begonnen. Bereits der Baustart erfolgte mit erheblicher Planungsverzögerung, da die ursprüngliche Planung aus dem Jahr 1997 noch von einer Inbetriebnahme im Jahr 2007 ausgegangen war. Die erste Inbetriebnahmeplanung seit Baubeginn ging von einer Flughafeneröffnung im November 2011 aus. Dieser Termin konnte nicht eingehalten werden und in den folgenden Jahren wurden wiederholt neue Eröffnungstermine angekündigt, die ebenfalls nicht realisiert werden konnten.
Ursache für die Verzögerungen war eine verfehlte Bauplanung, die dazu führte, dass der Flughafenbau durch die zuständigen Aufsichtsbehörden nicht freigegeben wurde, sowie eine mangelnde Bauaufsicht. Die vielfachen, nicht realisierten Ankündigungen, die Fehlplanungen und die explodierenden Kosten, die zuletzt auf über sieben Milliarden Euro veranschlagt wurden, ließen den Flughafenbau in der Öffentlichkeit zum Sinnbild eines außer Kontrolle geratenen staatlichen Großprojektes werden. Nachdem die Baumängel behoben worden waren, wurde der Flughafen Ende April 2020 von den zuständigen Baubehörden zum Betrieb freigegeben und am 31. Oktober 2020 eröffnet.

## Standortwahl

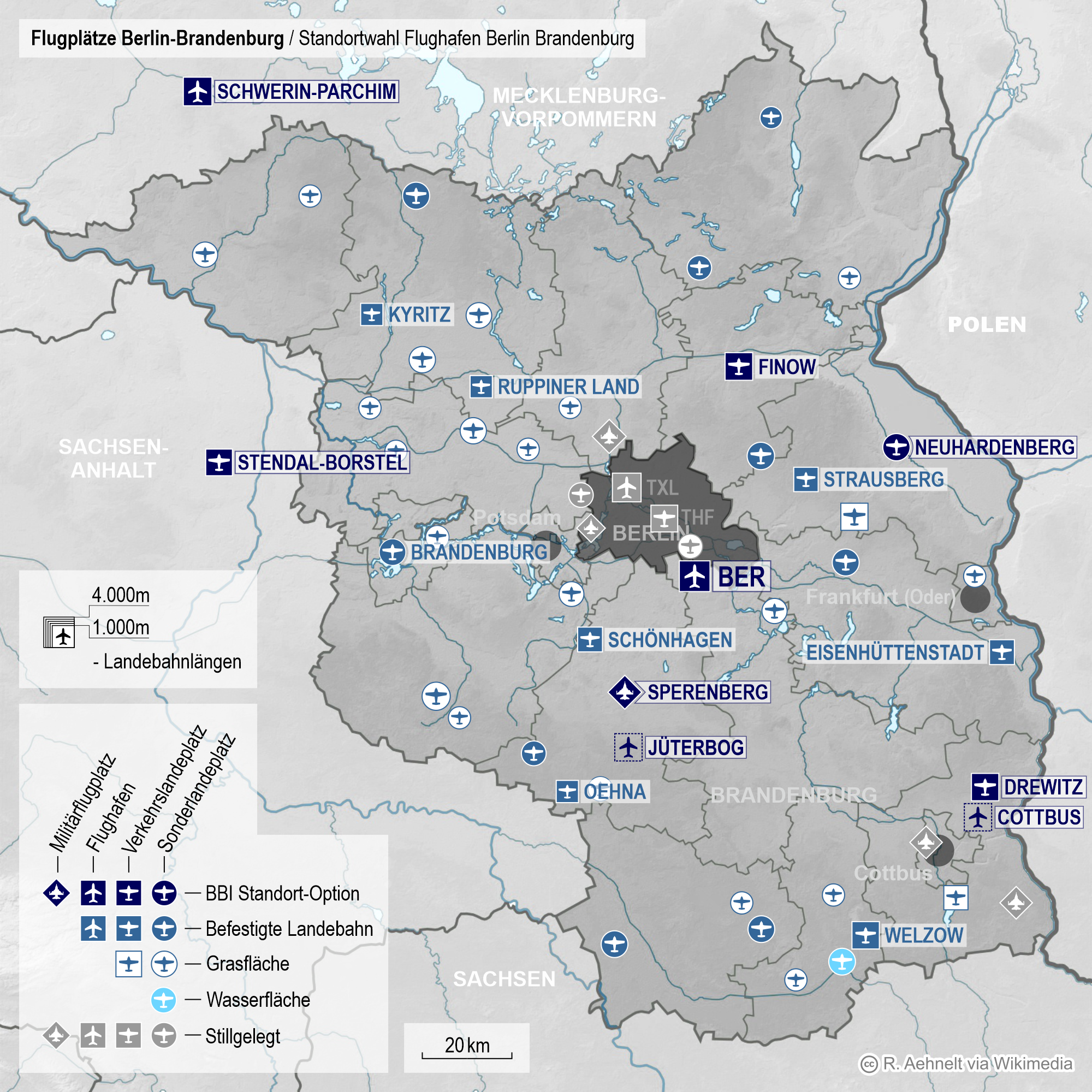
Mögliche Standorte des damals in Planung befindlichen Flughafens Berlin Brandenburg International

Bereits einen Monat nach dem Fall der Berliner Mauer begannen erste Planungen über einen neuen Zentralflughafen. Am 7. Dezember 1989 gründeten Lufthansa und die Interflug eine Kommission mit dem Ziel, den Flughafen Schönefeld zum Großflughafen auszubauen. Ein Flughafen sollte im Norden oder Süden der Stadt gebaut werden. Tegel und Schönefeld sollten zur Übergangszeit geöffnet bleiben. Ein stadtnaher Flughafen wurde von der Lufthansa wie auch von der Interflug aus Gründen der fehlenden Genehmigungsfähigkeit eher ausgeschlossen.
Im Jahr 1991 erstellte eine Arbeitsgemeinschaft aus den Unternehmen Mannesmann und AEG die „Mannesmann-Studie“ zum Ausbau des Flughafens Schönefeld. Diese Studie war Grundlage für weitere Planungen der Flughafengesellschaft, die in den „Masterplan I“ mündeten und der am 23. April 1991 veröffentlicht wurde. Die Veröffentlichung der Unterlagen, die die für den Flughafen Berlin-Schönefeld geplanten Grünstücke auswiesen, führte dazu, dass die Betreiber rund 100 Hektar Ackerland zu überhöhten Preisen für insgesamt 200 Millionen Euro aufkauften. Das daraus entstandene „Baufeld Ost“ wird bis heute (Stand 2014) nicht durch den Flughafen genutzt.
Erst zwei Jahre nach der Veröffentlichung des Masterplans wurde am 20. Juli 1993 das Raumordnungsverfahren (ROV 1994) für den Flughafen Berlin Brandenburg International (BBI) angekündigt und eingeleitet. Es endete am 16. November 1994. Dem Raumordnungsverfahren ging Ende 1992 ein Suchverfahren in Vorbereitung des ROV voraus. Die möglichen Flughafenstandorte wurden hierbei auf ihre Eignung geprüft, da Flughäfen nicht Teil des Bundesverkehrswegeplans waren; eine länderübergreifende Bedarfsprüfung fand zu diesem Zeitpunkt nicht statt.:S. 46 Die Bewertung der Standorte Sperenberg, Jüterbog-Ost, Jüterbog-West, Tietzow, Michelsdorf, Borkheide und Schönefeld-Süd erfolgte dabei nach fünf Kriterien mit unterschiedlicher Gewichtung: die Umweltbelastung ging mit 30 % (die Belastung der Natur und des Menschen gingen dabei zu je 50 % in dieses Kriterium ein), zu je 20 % die Wirtschaftlichkeit (Lagegunst, Drehkreuz-Potential, BIP, Einwohnerzahl im 45-min-Einzugsgebiet, erwartbare Strukturentwicklung in der Flughafenumgebung, Konkurrenz von anderen Flughäfen und Nachtflugmöglichkeit minus Bauvorbereitungs- und Bauinvestitionsinvestitionen) und die landseitige Verkehrsanbindung (zu 40 % die Straßen- und zu 60 % die Schienenanbindung) und zu je 15 % die technische Flughafenplanung (Flugsicherheit) und die Raumentwicklung (Entwicklungsmöglichkeiten durch den Flughafen für strukturschwache Regionen) in die Bewertung ein.:S. 5, 14, 18, 19
Die Ergebnisse des Suchverfahrens wurden in der Dornierstudie zusammengefasst. Die Autoren sprachen sich für die Standorte Jüterbog-Ost (ehemaliger Truppenübungsplatz Heidehof) und – am besten bewertet – Sperenberg aus. Sie betonten an diesen beiden Standorten eine geringe Belastung für Menschen, aber eine hohe für Naturwerte (der Standort Sperenberg besteht wegen Munitionsrückständen beispielsweise aus ungenutztem Wald). Sie lobten eine hohe Wirtschaftlichkeit, die Möglichkeiten zum Flughafenausbau und zur Verkehrsanbindung, die in Sperenberg im Vergleich zu allen anderen Alternativen als am besten angesehen wurde, genauso die Flugsicherheit und das Raumentwicklungspotential.:S. 15 Das Gutachten bewertete Schönefeld unter den sieben Standorten am schlechtesten, aber durchaus auch ambivalent: Sie sahen im Standort die größte Lärmbelastung, das größte Sicherheitsrisiko, kein Entwicklungspotential für eine periphere Region, einen Verstoß gegen den Freiflächenschutz im engeren Verflechtungsraum gemäß LEPro, einen zu kleinen Flughafen: es stünde nur eine Fläche von 2600 ha und nicht die geforderten 3600 ha zur Verfügung, keine Ausbaumöglichkeiten und die Gemeinden Diepensee, Glasow, Karlshof, Rotberg und Selchow müssten umgesiedelt werden. Gleichzeitig weise der Standort die geringsten Belastungen auf Naturwerte auf, habe das größte Erlöspotential und die Verkehrsanbindungsmöglichkeiten des Flughafens Schönefeld seien für den Fernverkehr eher ungünstig, dafür sei der Standort durch den Berliner Nahverkehr erreichbar.:S. 21
Gegenstand des Raumordnungsverfahrens war die Errichtung eines internationalen Verkehrsflughafens mit einer Kapazität von 60 Millionen Passagieren pro Jahr und vier Start- und Landebahnen. Das Ministerium für Umwelt, Naturschutz und Raumordnung des Landes Brandenburg prüfte die drei Standortalternativen Sperenberg, Jüterbog-Ost und – auf politischen Druck hin – Schönefeld-Süd. Der Betrieb eines Flughafens Berlin Brandenburg war demnach unter raumplanerischen Gesichtspunkten in Jüterbog-Ost und in Sperenberg möglich, nicht jedoch am Standort Schönefeld-Süd. Bundesverkehrsminister Wissmann (CDU) und Berlins Regierender Bürgermeister Diepgen (CDU) befürworteten aus Kostengründen dennoch Schönefeld. Die Kosten für den Standort Sperenberg wurden nämlich unterschiedlich bewertet. Einerseits wären 98 Prozent der in Frage kommenden Flächen bereits im Besitz der öffentlichen Hand gewesen. Der Bundesrechnungshof rügte aber das Sperenberg-Projekt als zu teuer und auf zu optimistischen Prognosen basierend. Der Ministerpräsident Brandenburgs Stolpe (SPD) bot 1995 eine stärkere Kostenbeteiligung Brandenburgs für den Standort Sperenberg an. Wissmann und Diepgen kündigten an, sich an Mehrkosten für den BER in Sperenberg nicht beteiligen zu wollen. Daraufhin legte Stolpe 1996 ein Finanzierungskonzept vor, mit dem Brandenburg alle Mehrkosten übernehmen könne. Aufgrund einer sich verschlechternden Finanzlage des Landes Brandenburg einigten sich Wissmann, Diepgen und Stolpe am 28. Mai 1996 auf einem Spitzengespräch in Berlin schließlich auf den Standort Schönefeld. Der Beschluss legte u. a. fest, den Flughafenstandort Berlin-Schönefeld (SXF) als Single-Standort unter Beteiligung privater Investoren zu entwickeln sowie die Flughäfen Tempelhof und Tegel zu schließen. Nach anderen Quellen war der politische Druck durch den Untersuchungsausschuss zum „Baufeld Ost“ vornehmlich auf Seiten Berlins für den Konsensbeschluss ausschlaggebend und auf Seiten des Bundes, vertreten durch den damaligen Staatssekretär im Verkehrsministerium Wilhelm Knittel (CSU), die Sicherstellung der Investitionen am Flughafen München.
Parallel zu dem Planfeststellungsverfahren, das durch das Einreichen des Planfeststellungsantrags für das Flughafenprojekt Berlin-Brandenburg-International (BBI) durch die Flughafen Berlin Schönefeld GmbH (FBS) am 17. Dezember 1999 eingeleitet wurde,:S. 55 ff. wurde die Landesentwicklungsplanung des Landes Berlin und Brandenburg durch einen Staatsvertrag nachträglich durch eine Festlegung auf den Standort Schönefeld geändert (LEPro, LEP FS, LEP eV und weitere). Mehrere betroffene Gemeinden sahen die rund 5000 Stellungnahmen und Einsprüche im ROV gemäß der Gemeinsamen Raumordnungsverfahrensordnung (GROVerfV) als nicht berücksichtigt an. Es folgten zahlreiche Klageverfahren gegen diese Landesplanung. Sie erhielten in einem Normenkontrollverfahren vor dem OVG Brandenburg und Frankfurt/Oder Recht. Die Länder Berlin und Brandenburg beschlossen 2003, die verfassungswidrigen Landesplanungen über eine neue Rechtsgrundlage zu heilen.:S. 173–174 und S. 280–285  In dem Planfeststellungsbeschluss von 2004 ist aufgeführt, dass der Planfeststellungsantrag keine näheren Ausführungen zu Standortalternativen enthält und dass der Antrag den Anforderungen der Raumordnung und Landesplanung entspricht. Auch das neue LEP FS wurde 2005 vom OVG Brandenburg als verfassungswidrig erklärt. Diese Mängel wurden ebenfalls später geheilt. Auch der Rechtsstreit im Zusammenhang mit dem Planfeststellungsverfahren eskalierte und führte 2005 zum Baustopp. 2006 gab das Bundesverwaltungsgericht grünes Licht für den Flughafen am Standort Berlin-Schönefeld. Schlussendlich wies das Bundesverfassungsgericht im Februar 2008 die Verfassungsbeschwerde u. a. zum Planfeststellungsbeschluss – und damit die im Wesen kritisierte fehlende alternative Standortprüfung – ab.
Der Planfeststellungsbeschluss für den Flughafen Berlin-Schönefeld war damit das erste Verfahren der Bundesrepublik Deutschland, das nicht der Empfehlung des Raumordnungsverfahrens folgte.
Auf politischer Ebene befürworteten große Teile der Brandenburger SPD anfangs den Standort Sperenberg, während in der CDU überwiegend dem stadtnahen Standort Schönefeld der Vorzug gegeben wurde. Die Grünen lehnten Sperenberg aus ökologischen Bedenken ab, die auch von der CDU geteilt wurden. Seitens der Bundesregierung wurde der stadtnahe Flughafen Schönefeld präferiert, zumal ein zulässiger 24-Stunden-Betrieb auf einem entfernter liegenden Standort eine Konkurrenz zu den Luftfahrt-Drehkreuzen in Frankfurt, Leipzig/Halle und München bedeutet hätte.
Begründet wurde der Standort Schönefeld durch die Nähe zum Hauptaufkommensgebiet und die gute Erreichbarkeit durch schon vorhandene übergeordnete Straßen- und Schienenverbindungen, die positiver beurteilten Aspekte zu Auswirkungen auf Arbeitsmarkt und Wirtschaftsimpulse, die bessere Umweltverträglichkeit durch Ausbleiben von Eingriffen in schutzwürdige Bereiche sowie die Nachnutzung bestehender Infrastrukturen. Auch die Verknüpfung mit anderen Verkehrsträgern und die Trennung von Siedlungs- und Freiraum wurden besser beurteilt als beim Flughafenneubau am Standort Sperenberg. Dagegen hätte für den Standort Sperenberg die Vermeidung von Lärmbetroffenheit, die bessere Trennung von Raumnutzungen, insbesondere unter dem Gesichtspunkt von Schadstoffimmissionen, sowie das geringere Havarierisiko gesprochen.
| Standortkriterien Raumordnungsverfahren | Jüterbog | Schönefeld | Sperenberg |
| --------------------------------------- | -------- | ---------- | ---------- |
| Entfernung von Berlin                   |          |            |            |
| Raumstrukturpotential                   |          |            |            |
| Kosten                                  |          |            |            |
| Grundstückspreise                       |          |            |            |
| Lärmbelastung                           |          |            |            |
| 24-Stunden-Betrieb                      |          |            |            |
| Anbindung                               |          |            |            |
| Umsiedlung                              |          |            |            |
| Umwelteingriffe und Ökologie            |          |            |            |
| Altlasten                               |          |            |            |
| Erweiterungsmöglichkeiten               |          |            |            |

## Chronologie des Projektablaufs
| Zeitpunkt                  | Geplante Eröffnung |
| -------------------------- | ------------------ |
| 2000                       | 2007               |
| 2002                       | 2009               |
| 2004                       | Herbst 2010        |
| Spatenstich: 05. Sep. 2006 | 30. Okt. 2011      |
| 25. Jun. 2010              | 03. Juni 2012      |
| Mai 2012                   | 17. März 2013      |
| Sep. 2012                  | 27. Okt. 2013      |
| Jan. 2013                  | unbekannt          |
| Dez. 2014                  | 2. HJ 2017         |
| 21. Jan. 2017              | 2018               |
| 15. Dez. 2017              | Okt. 2020          |
| 29. Nov. 2019              | 31. Okt. 2020      |

### 1995 – Erstkalkulation
Wenige Monate vor dem Konsensbeschluss wurde die Höhe der Baukosten in einer Studie der damaligen BBF für den Ausbau des Flughafens Berlin Schönefeld in der ersten Ausbaustufe mit 1,112 Milliarden Mark kalkuliert (kaufkraftbereinigt in heutiger Währung: rund 954 Millionen Euro).

### 1997–2002 – Privatisierungsversuche
Im Konsensbeschluss von 1996 wurde die Privatisierung der Flughafengesellschaft und der Bau des neuen Flughafens in Schönefeld mit Hilfe privater Investoren festgeschrieben. In der entsprechenden Ausschreibung – dem ersten Privatisierungsverfahren – erhielt 1999 ein Konsortium um das Unternehmen Hochtief den Zuschlag für den Kauf der Flughafengesellschaft und den Bau des neuen Flughafens. Das Bonner Bieterkonsortium IVG klagte als weiterer Bewerber dagegen. Aufgrund unerlaubter Kontakte zwischen Bieter und Auftraggeber über das Berliner Ingenieurbüro WIB verwarf das Oberlandesgericht Brandenburg diese Entscheidung jedoch im Sommer 1999 wieder. Nachdem Betrugsverdacht gegen Hochtief bestand, wurde Hochtief im Februar 2000 von der Vergabe ausgeschlossen. Somit blieb nur noch das Konsortium um die IVG, mit dem die Gesellschafter bis Ende 2000 eine Einigung erzielen wollten, während Hochtief gegen den Ausschluss gerichtlich vorging. Zu diesem Zeitpunkt wurde von einer Eröffnung im Jahr 2007 ausgegangen.
Im November 2000 schlossen sich die beiden Konsortien um Hochtief und IVG gegen Bedenken des Kartellamts zur Berlin-Brandenburg International Partner (BBIP) zusammen, wodurch Verzögerungen durch gerichtliche Auseinandersetzungen über den Ausschluss des Hochtief-Konsortiums vermieden wurden. Das neue Konsortium legte im September 2001 ein gemeinsames Angebot vor, das etwa drei Milliarden Mark teurer als die ursprünglichen Angebote der einzelnen Konsortien war und umfangreiche Garantien der öffentlichen Hand für die Einnahmen der Betreiber forderte. Hochtief und IVG verlangten eine Renditegarantie, ohne sich an den Folgekosten des Skandals um das Baufeld Ost beteiligen zu wollen.
Nach Verbesserungen des Angebots erzielten das Konsortium und die Gesellschafter im August 2002 eine Grundsatzeinigung über den Verkauf der Flughafengesellschaft und den Bau des neuen Flughafens. Das Konsortium wollte die Flughafengesellschaft für 290 Millionen Euro übernehmen, der Bund sollte für die Verkehrsanbindung sorgen und die Kosten für den Bau des Flughafens von geschätzt 1,7 Milliarden Euro sollten durch eine Erhöhung der Flughafenentgelte finanziert werden. Zu diesem Zeitpunkt wurde mit einer Eröffnung im Jahr 2009 gerechnet.

### 2003 – Scheitern der Privatisierung
Im Mai 2003 scheiterte endgültig das Vorhaben, die Flughafengesellschaft an ein Bieterkonsortium von Hochtief und IVG zu verkaufen und den Flughafen von den neuen Eigentümern bis 2009 errichten zu lassen, da sich die Gesellschafter der Flughafengesellschaft mit den Bietern nicht über Kostenrisiken einigen konnten. Nach Scheitern dieses zweiten Privatisierungsversuchs beschlossen die Gesellschafter Berlin, Brandenburg und der Bund, den neuen Flughafen auf eigene Kosten zu bauen. Dem Bieterkonsortium wurden 40 Millionen Euro für die bereits von gmp erstellten Flughafenpläne und als Entschädigung für den entgangenen Auftrag bezahlt.

### 2004 – Planfeststellungsbeschluss
Am 13. August 2004 wurde der Ausbau [des] Verkehrsflughafen[s] Berlin-Schönefeld planfestgestellt. Mit der Eröffnung des Flughafens wurde zum Winterflugplan 2010/11 gerechnet. Gegen den Planfeststellungsbeschluss wurden zwei Sammelklagen mit mehreren Tausend Klägern vor dem Bundesverwaltungsgericht eingereicht. Unterdessen begann bereits der Abriss des Dorfes Diepensee. Im Dezember wurde u. a. die Generalplanung des Hauptterminals an die Planungsgemeinschaft Berlin-Brandenburg International (pg bbi) vergeben, bestehend aus den Architekturbüros JSK und gmp sowie der Ingenieurgesellschaft IGK-IGR.

### 2005 – Bauvorbereitungen
Im April 2005 wurde durch das Bundesverwaltungsgericht bis zum Urteil über den Planfeststellungsbeschluss ein vorläufiger Baustopp für das Projekt verhängt, wobei bauvorbereitende Maßnahmen weiterhin gestattet waren. Bis Mitte 2005 wurden die Planungsleistungen für den Flughafenneubau vergeben und die Umsiedlungen von Diepensee und Selchow abgeschlossen. Darüber hinaus wurde mit bauvorbereitenden Maßnahmen u. a. zur Wasserhaltung begonnen.

### 2006 – Baubeginn des Flughafens
Am 5. September 2006 begann mit dem ersten Spatenstich der Bau des Flughafens – zu diesem Zeitpunkt noch als Berlin Brandenburg International (BBI) bezeichnet – nachdem das Bundesverwaltungsgericht die Klagen gegen die Baugenehmigung des Flughafens zurückgewiesen hatte. Im Rahmen dieser Entscheidung wurde allerdings ein Nachtflugverbot zwischen 0 und 5 Uhr verhängt. Bei Baubeginn wurde von Klaus Wowereit der 1. November 2011 als Eröffnungsdatum angegeben.

### 2007 – Erster Eröffnungstermin
Im April 2007 wurde der Bau des Hauptterminals genehmigt. Geplanter Beginn des Flugbetriebs: 30. Oktober 2011.
Anstelle des zunächst favorisierten Generalunternehmer-Konzepts wurde am 9. Oktober 2007 der Bau des Hauptterminals neu ausgeschrieben und auf sieben Baulose aufgeteilt, weil die Angebote der vier Bieter – darunter erneut Hochtief – weit über den kalkulierten Kosten von 630 Millionen Euro lagen und Preisabsprachen zwischen den bietenden Konsortien vermutet wurden. Die einzelnen Gewerke sollten dann von der Flughafengesellschaft koordiniert werden und wurden 2008 und 2009 vergeben.
Die Kosten für den Bau des Flughafens wurden nun mit 2,018 Milliarden Euro kalkuliert.

### 2008 – Baubeginn des Hauptterminals

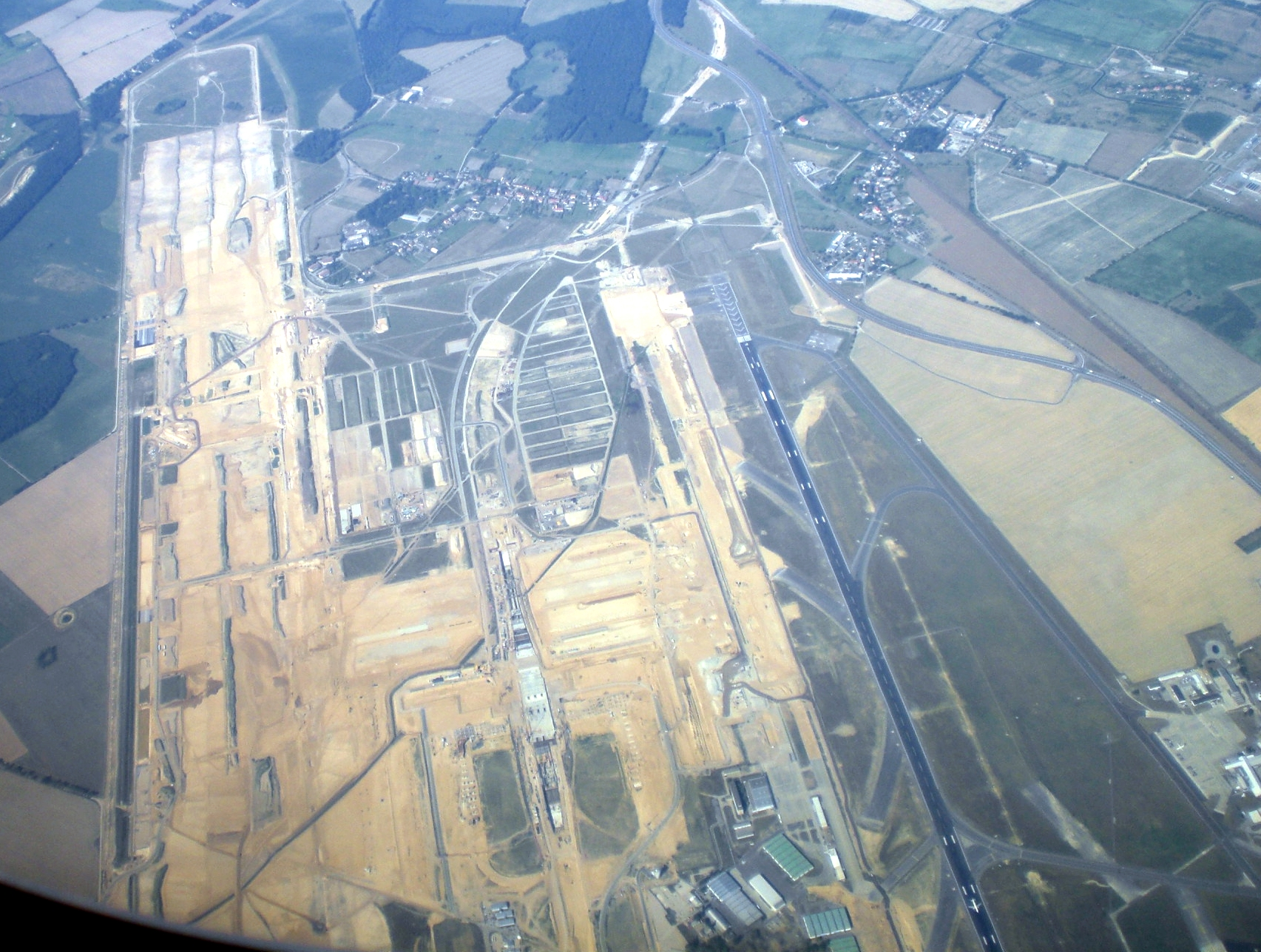
Baustelle im Juli 2008

Im Juli wurde mit dem Bau des Terminals begonnen, nachdem der darunter befindliche Flughafenbahnhof im Rohbau fertiggestellt worden war. Außerdem wurde Manfred Körtgen als Nachfolger von Thomas Weyer zum Geschäftsführer Technik (Technikchef) bestellt.
Die Kosten für den Bau des Flughafens wurden nun mit 2,4 Milliarden Euro kalkuliert.

### 2009 – Umplanungen und neues Finanzierungsmodell
Um die Kapazität zur Eröffnung von jährlich 22 bis 25 Millionen auf 27 Millionen Passagiere anzuheben, wurden u. a. die Pläne für das Hauptterminal nachträglich geändert, um ein zusätzliches Zwischengeschoss zu errichten.
Mitte 2009 wurden die Kosten für den Bau des Flughafens und Begleitmaßnahmen mit 2,5 Milliarden Euro kalkuliert, davon waren zu diesem Zeitpunkt 800 Millionen Euro verbaut und Aufträge im Wert von 1,5 Milliarden Euro vergeben worden.
Die Finanzierung bestand aus drei Teilen: Eine Gesamt-Kreditaufnahme mit acht beteiligten Banken in Höhe von 2,4 Milliarden Euro, eine Gesellschaftereinlage in Höhe von 430 Millionen Euro und ein Eigenfinanzierungsbeitrag der Berliner Flughäfen in Höhe von 440 Millionen Euro.

### 2010 – Verschiebung der Eröffnung

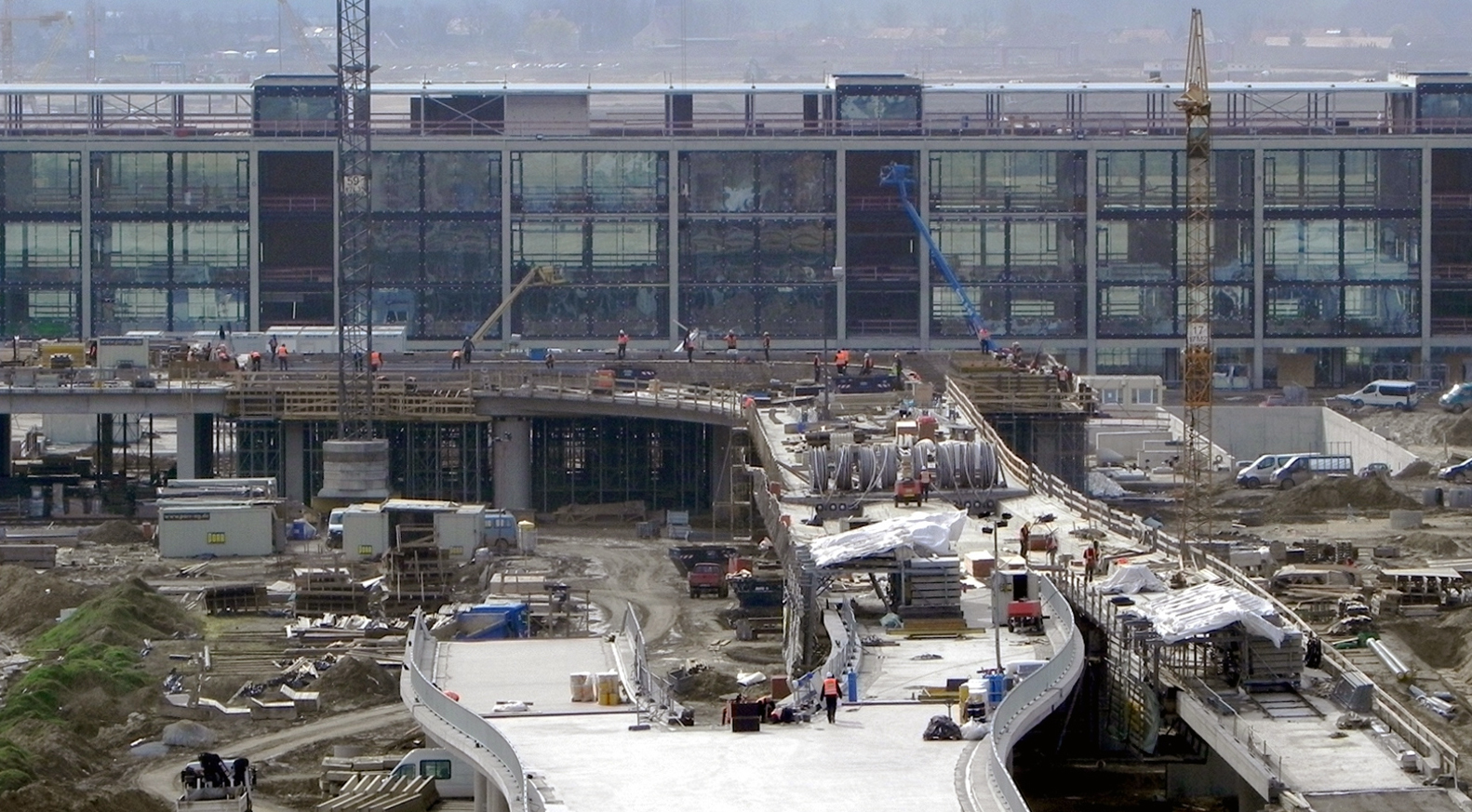
Hauptterminal im April 2010

Ende April 2010 wurde das Richtfest für das Hauptterminal gefeiert. Im Juni 2010 wurde der zunächst für 30. Oktober 2011 geplante Eröffnungstermin um sieben Monate verschoben. Als neuer Inbetriebnahmetermin wurde der 3. Juni 2012 genannt. Die Verzögerungen wurden mit strengeren Sicherheitsanforderungen der Europäischen Union und der Insolvenz eines beteiligten Ingenieurbüros begründet.
Von 2005 bis 2010 zahlte der Bund 111,8 Millionen Euro an die Flughafengesellschaft aus. Darüber hinaus investiert der Bund in einen separaten Empfangsbereich für Parlament und Bundesregierung sowie den militärischen Teil des Flughafens.

### 2011 – Erste Probleme mit der Brandmeldeanlage

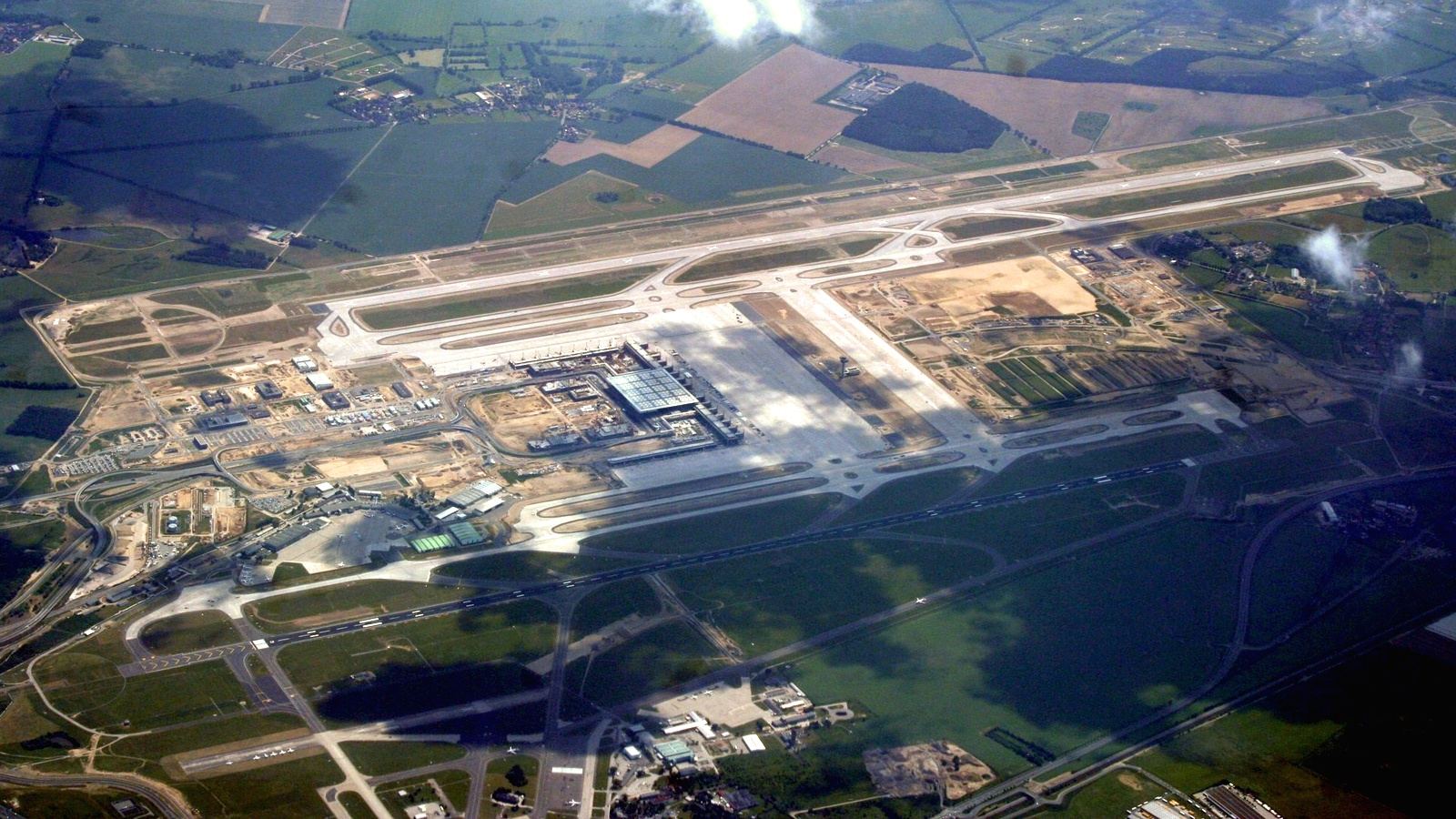
Baustelle im Juni 2011

Die komplexe vollautomatische Brandmeldeanlage, die im Brandfall durch 16.000 Melder und ein kilometerlanges Rauchgasabpumpsystem Menschenleben retten soll, zeigte bereits im Dezember 2011 erhebliche Mängel. Das einwandfreie Zusammenwirken der durch fünf Unternehmen installierten Systeme war nicht gewährleistet, woraufhin der TÜV die Abnahme verweigerte.
Der 2009 kalkulierte Eigenfinanzierungsbeitrag stieg auf 530 Millionen Euro.

### 2012 – Vorbereitung und Scheitern der Inbetriebnahme
Im Zuge der operativen Inbetriebnahme sollte sich an die Testphase die Umzugsphase anschließen. Mit der Organisation des Umzugs und des Probebetriebes wurde die ORAT-Consulting (Operational Readiness and Airport Transfer – deutsch: ‚Operative Inbetriebnahme und Flughafenumzug‘) der Münchener Flughafengesellschaft FMG beauftragt, die bereits 1992 erfolgreich den Über-Nacht-Umzug des Münchener Flughafens durchgeführt hatte. Die Vorplanung für den Umzug in Berlin benötigte vier Jahre und die Durchführung sollte etwa zehn Wochen dauern. Der Umzug sollte rund acht Wochen vor Eröffnung des Flughafens beginnen und zwei Wochen nach der Eröffnung abgeschlossen sein. Geplant war, in der Nacht vom 2. zum 3. Juni 2012 mit einem logistischen Großakt alles, bis auf das Wichtigste, was bis zum Schluss an den Altstandorten benötigt wird, aus den 80 Gebäuden der Flughäfen Tegel und Schönefeld zum Flughafen Berlin Brandenburg zu bringen.
Zu diesem Zweck wäre unter anderem die Stadtautobahn in Richtung Süden zwischen 22 und 3 Uhr am Morgen des 3. Juni für die rund 600 Fahrten von Schwer- und Sondertransporten (für die schweren Geräte der Bodenabfertigung) gesperrt worden. Weitere 2500 Lastwagen hätten den Inhalt der Büros, Lager, Archive, Gastronomie, des Einzelhandels und sonstiger Dienstleister (insgesamt 190 Nutzer) der alten Flughäfen und des neuen Flughafens, großteils bereits im Voraus, verladen und umgezogen.

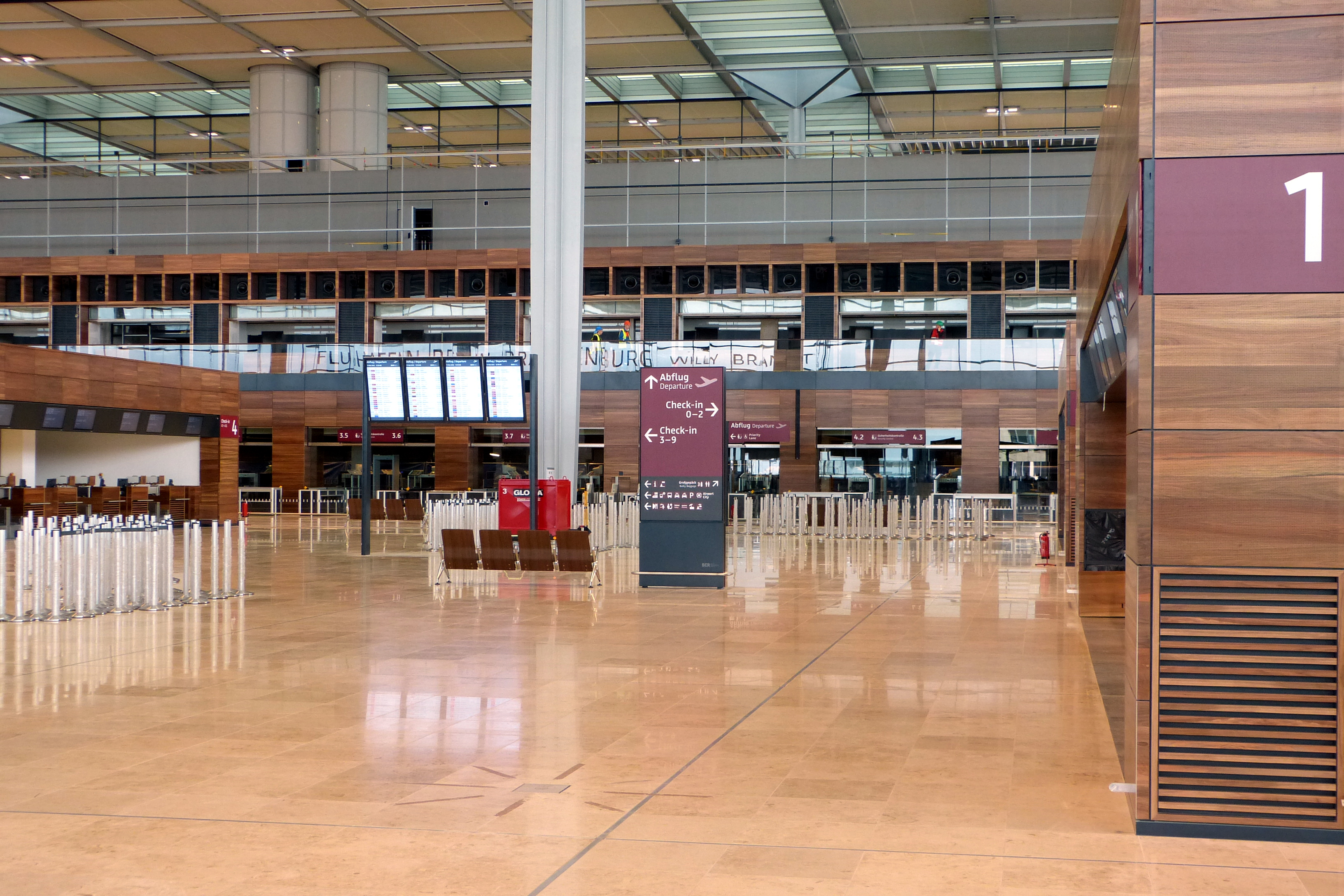
Innenansicht des Hauptterminals im Mai 2012 beim Tag der offenen Tür

Am Morgen des 2. Juni 2012 sollten die ersten Flugzeuge nach Schönefeld überführt werden – das heißt, sie hätten nicht ihr normales Ziel Tegel angeflogen, sondern wären in SXF gelandet, wo die Flugzeuge dann bis zur Inbetriebnahme abgestellt worden wären. Bis zum Nachmittag sollte sich dann die Zahl der in SXF landenden Flugzeuge (die eigentlich Tegel angeflogen hätten) erhöhen, und am Abend des 2. Juni sollten bereits die ersten ankommenden Passagiere am neuen Terminal abgefertigt werden. Es war geplant, dass in Schönefeld der letzte Abflug, abgefertigt im alten Terminal, von einer Aeroflot-Maschine vorgenommen würde, während um 23 Uhr des 2. Juni 2012 die letzte Maschine in Tegel landen würde. Dort sollte dann eine 737-800 von Air Berlin zuletzt abfliegen, die mit einem Berlin-Rundflug und der Landung in Schönefeld symbolisch den Betrieb des alten Nord-Berliner Flughafens beendet hätte. Unmittelbar danach wären die beiden Start-/Landebahnen in Tegel durch Sperrkreuze für den Flugverkehr gesperrt worden. Alle Verfahren (IFR/VFR) würden per NOTAM aufgehoben und der Flugplatz als geschlossen gemeldet.
Am 8. Mai 2012 sagte die Flughafengesellschaft den für den 3. Juni 2012 angekündigten Eröffnungstermin wegen „technischer Probleme bei der Brandschutztechnik“ ab und kündigte an, dass der Flughafen „nach den Sommerferien an den Start“ gehen würde.
Die Eröffnungsfeierlichkeiten, die am 24. Mai 2012 mit 40.000 geladenen Gästen (Kosten: rund zwei Millionen Euro) stattfinden sollten, wurden ebenfalls am 8. Mai 2012 abgesagt. Die für den 12. und 13. Mai geplanten „Publikumstage“ für alle Interessierten, die Teile des Gebäudes und des Geländes bereits vor der Eröffnung besichtigen konnten, haben dennoch stattgefunden.
Als neuen Eröffnungstermin nannte die Flughafengesellschaft nunmehr den 17. März 2013. Die Brandschutzanlage sollte bis Dezember 2012 fertiggestellt werden.
Zum Zeitpunkt der Bekanntgabe der Verschiebung waren nach Angaben der Betreiber 95 Prozent der Gebäude fertiggestellt sowie noch nicht alle Probleme mit der IT gelöst. Nach Medienberichten gingen die Probleme jedoch weit über den Brandschutz hinaus, beispielsweise betrafen sie auch die Türsteuerung und die Gepäckabfertigung. Nur 50–60 Prozent der Abläufe sollen wie vorgesehen funktioniert haben.
Am 23. Mai 2012 kündigte die Flughafengesellschaft der Planungsgemeinschaft Berlin-Brandenburg International (pg bbi) fristlos. Der technische Leiter, Manfred Körtgen, wurde zum 31. Mai 2012 entlassen; nach Medienberichten sei Körtgen auf der Baustelle vielfach nicht anwesend gewesen und habe neben seiner Arbeit eine Dissertation verfasst. Laut Insidern habe es nie eine Bauleitung mit Überblick gegeben. Mitte Juni 2012 reichte die Flughafengesellschaft vor dem Landgericht Potsdam eine Klageschrift gegen die von gmp geführte Planungsgesellschaft ein. Demnach seien die Arbeiten an der Sicherheitstechnik Ende 2010 bereits 15 Monate in Verzug gewesen. Die Schadenersatzklage belief sich auf über 80 Millionen Euro.
Schon zu diesem Zeitpunkt sahen Beobachter als Ursache für die zahlreichen Kosten- und Terminüberschreitungen weitreichende Fehler, unter anderem eine unzureichende Managementstruktur, eine mangelhafte Bauüberwachung, ein mangelhaftes Krisenmanagement, die Besetzung des Aufsichtsrats mit weitgehend fachfremden Politikern und Arbeitnehmervertretern, aber auch eine unzureichende Budgetplanung und Fehler bei den Ausschreibungen.
Rainer Schwarz sagte am 4. Dezember 2014 im Untersuchungsausschuss, er sei laut Geschäftsordnung nicht für die Technik zuständig gewesen. Zuständig für den Bau des Flughafens sei Manfred Körtgen gewesen. Körtgen sah die Hauptursache bei den Verzögerungen eher bei der Planung, wie er am 17. Oktober 2014 im Berliner Untersuchungsausschuss sagte.
Am 5. Juni 2015 sagte der Senator für Inneres und Sport des Landes Berlin, Frank Henkel (CDU), im Untersuchungsausschuss, dass die Kündigung der pg bbi ein Fehler gewesen sei, natürlich in erster Linie aus Zeitgründen. Der Untersuchungsausschuss des Berliner Abgeordnetenhauses bewertete die Kündigung der pg bbi angesichts der aufgetretenen Planungsmängel nicht per se als Fehler, die Folgen der Kündigung seien jedoch durch die Flughafengesellschaft nicht korrekt abgeschätzt und aufgefangen worden, was weitere Verzögerungen zur Folge hatte.
Mitte 2012 war geplant, im Januar 2013 den Antrag auf Bauabnahme einzureichen. Hätten die Behörden die Anlagen im Januar 2013 abgenommen, wären die noch fehlenden Funktionstests in einem sechswöchigen Komparsen-Probebetrieb ab dem 18. Januar 2013 fortgesetzt worden.
Am 14. August 2012 wurde ein Medienbericht bekannt, nach dem auch der 17. März 2013 als Eröffnungstermin nicht gehalten werden könne. Die Inbetriebnahme solle stattdessen im Sommer oder Herbst 2013 erfolgen. Am 4. September 2012 kündigte der damalige brandenburgische Ministerpräsident Matthias Platzeck an, dass der Starttermin erneut verschoben werde. Am 7. September 2012 berichtete der damalige Technikchef Horst Amann auf einer Pressekonferenz, dass die Schlussphase des Projekts aufgrund erheblicher Mängel in Planung und Bau komplett neu geplant worden sei, und nannte als neuen Eröffnungstermin den 27. Oktober 2013, den Beginn des Winterflugplans.
Ende Dezember 2012 kündigte der damalige Bundesverkehrsminister Peter Ramsauer an, dass nach Informationen des Bundes auch der Eröffnungstermin am 27. Oktober 2013 möglicherweise nicht gehalten werden könne. Ende Februar 2013 lief noch eine Bestandsaufnahme der bestehenden Mängel.
Es schienen wesentliche Verzögerungen wegen gravierender Fehler der Geschäftsführung entstanden zu sein, was Thomas Weyer im Kontrollausschuss sagte. Diese traten insbesondere ab 2008 auf. Dazu zählte zum Beispiel, auf Druck des Aufsichtsrates eine A380-Fluggastbrücke errichten zu lassen, damit ein „Weltflughafen“ entstünde. Dadurch stand insbesondere Weyers Nachfolger als Technikchef, Körtgen, in einem schlechten Licht.
Nach Medienberichten von August 2012 hätten die liquiden Mittel des Flughafens nur bis November 2012 gereicht. Die Flughafengesellschaft konnte keine weiteren Kredite mehr aufnehmen. Die Gesellschafter (Bund, Länder Berlin und Brandenburg) wollten die Finanzierungslücke zunächst durch eine Kapitalerhöhung über rund 500 Millionen Euro sowie ein Gesellschafterdarlehen schließen. Letztlich sicherten sie eine Zusatzfinanzierung von 1,2 Milliarden Euro zu. Dieser Zahlung lag eine Eröffnung im Oktober 2013 zu Grunde. Am 28. November 2012 beantragten die Gesellschafter bei der EU die Freigabe der Beihilfen, der am 19. Dezember 2012 entsprochen wurde. Drei Wochen später wäre der Flughafen insolvent gewesen.
Anfang November 2012 gab die Fluggesellschaft Air Berlin bekannt, vor dem Landgericht Potsdam eine Feststellungsklage gegen die Betreibergesellschaft Flughafen Berlin Brandenburg GmbH (FBB) eingereicht zu haben. Die Fluggesellschaft schätzt den finanziellen Schaden durch die verschobene Eröffnung noch vor dem Winterbetrieb am Flughafen Tegel auf eine zweistellige Millionenhöhe. Im Januar 2014 teilte ein Sprecher des Potsdamer Landgerichts mit, Air Berlin fordere einen Schadensersatz in Höhe von 48 Millionen Euro. Vorherige Gespräche zwischen der Betreibergesellschaft und Air Berlin über möglichen Schadensersatz waren gescheitert. Die Betreibergesellschaft bestritt den Anspruch auf Schadensersatz, da mit der Fluggesellschaft vertraglich kein fixer Eröffnungstermin für den Flughafen vereinbart worden sei. Auch die Deutsche Bahn will die entstandenen und entstehenden Kosten durch die Verschiebung bei der Betreibergesellschaft einklagen. Nach eigenen Angaben entgehen dem Unternehmen pro Monat Einnahmen in Höhe von rund 620.000 Euro, nach anderer Quelle von zwei Millionen Euro. Bis Ende Oktober 2012 seien bei der Deutschen Bahn 34 Millionen Euro Schaden entstanden.
Die Kosten für Terminal, Fluggastbrücken und Gepäckanlage lagen im Mai 2012 bei wenigstens 1,22 Milliarden Euro und damit beim Doppelten der ursprünglich veranschlagten Kosten. Die Gesamtkosten wurden zu diesem Zeitpunkt auf wenigstens 4½ Milliarden Euro geschätzt, inklusive vorläufiger Kosten durch die Verschiebung der Inbetriebnahme von wenigstens 586 Millionen Euro. Die Mehrkosten für den Steuerzahler lagen im August 2012 bei wenigstens 1,17 Milliarden Euro. Regressforderungen, wie sie von verschiedenen Fluggesellschaften angekündigt wurden, sind darin nicht berücksichtigt. Gegenüber den ursprünglichen Kostenschätzungen mussten Kosten von rund 600 Millionen Euro für Schallschutz berücksichtigt werden, nachdem die ursprünglichen Lärmschutzauflagen systematisch verfehlt worden seien. Die Planung wurde über die Jahre weitreichend verändert.

### 2013 – Suchen nach neuen Wegen der Inbetriebnahme
2013 steuerte der Bund 169 Millionen Euro Finanzhilfe bei, 143 Millionen Euro waren für 2014 geplant. Zumindest die erste Rate ging zulasten anderer Einzelposten im Etat des Bundesministeriums für Verkehr, Bau und Stadtentwicklung, darunter dem Wohnungsbau. Aufgrund der weiter verzögerten Inbetriebnahme sind inzwischen weitere öffentliche Beihilfen notwendig (Stand Juni 2013).
Die Flughafengesellschaft bezifferte die Kosten durch die verzögerte Inbetriebnahme auf 15 Millionen Euro pro Monat. Im April 2013 wurden 35–40 Millionen Euro genannt. Aufgrund der Bauverzögerungen schrieb die Flughafen Berlin Brandenburg GmbH im Jahr 2012 einen Verlust von 185 Millionen Euro.
Mitte Januar 2013 wurde Matthias Platzeck zum Vorsitzenden des Aufsichtsrates der Flughafengesellschaft gewählt. Flughafenchef Rainer Schwarz wurde entlassen. Der damalige Technikchef Horst Amann hatte wenige Tage zuvor erklärt, dass der vorgesehene Eröffnungstermin – der 27. Oktober 2013 – nicht mehr zu halten sei, nachdem Ende 2012 durchgeführte Heißrauchgasversuche schwere Mängel der Entrauchungsanlage offenbarten. Er gehe nun von einem Eröffnungstermin erst im Jahr 2015 aus. Platzeck erklärte, ein neuer konkreter Termin werde erst in mehreren Monaten genannt.
Auf Vorschlag des im Frühjahr 2013 auf Anstoß von Platzeck, Wowereit und Ramsauer eingesetzten Managers Hartmut Mehdorn sollte es eine weitere abgestufte Eröffnung des Flughafens geben. Seine Vorschläge liefen auf einen abschnittweisen Übergang von Tegel auf BER hinaus, sodass für eine gewisse Zeitspanne Tegel weiterhin in Betrieb geblieben wäre, bis BER die ganze Last des Flugverkehrs allein hätte tragen können. Hiermit sollte eine Überforderung des BER verhindert und eine schnelle Umschichtung des Flugbetriebs innerhalb Berlins bei Störungen, technischen Ausfällen usw. ermöglicht werden. Die Eigentümer lehnten diese Variante zunächst strikt ab. Sie verwiesen auf die politischen Beschlüsse zur unmittelbaren völligen Stilllegung Tegels und der direkt folgenden Entwicklung eines Science Centers auf dem Areal.
Am 16. August 2013 stimmte der Aufsichtsrat Plänen von Mehdorn zu, den Flughafen ab Frühjahr 2014 teilweise zu eröffnen. Geplant war, im Nordteil bis zu zehn Flüge pro Tag abzufertigen; das entsprach knapp 0,8 Prozent der damals in Schönefeld und Tegel stattfindenden Flüge. Dafür sollte eine neue Baugenehmigung des Landkreises Dahme-Spreewald eingeholt sowie Schalter und Gepäckbänder im zuvor als Wartehalle geplanten Bereich installiert werden. Die Wochenzeitung Die Zeit berichtete Anfang September 2013, dass der von Mehdorn geplante Start des Teilbetriebs zum Frühjahr 2014 sich um etwa ein halbes Jahr verzögern würde. Im Februar 2014 sagte Mehdorn den geplanten Testbetrieb wieder ab. Als Grund nannte er mangelnde Unterstützung durch den Aufsichtsrat.

### 2014 – Finden eines Eröffnungstermines
Im Januar 2014 wurde verlautbart, dass eine Eröffnung im Jahr 2014 ausgeschlossen erscheine.
Der Vorsitzende des Verkehrsausschusses im Bundestag, Martin Burkert (SPD), sagte am 14. Mai 2014, dass eine Eröffnung nach 2017 wahrscheinlich sei. Auch Flughafenchef Mehdorn schien von frühestens 2017 auszugehen. Am 14. Oktober 2014 wurde die Nennung eines Eröffnungsdatums erneut verschoben, nachdem bereits seit 2013 keine konkreten Termine mehr genannt wurden. Laut einem Bericht der BamS vom 23. November 2014 sollte sich das Eröffnungsdatum wahrscheinlich auf 2018 verzögern. Nachdem lange Zeit keine offiziellen Aussagen zu einem Fertigstellungstermin existierten, gab Hartmut Mehdorn im Dezember 2014 überraschend einen Eröffnungstermin irgendwann zwischen Juni und September 2017 bekannt. Unklar blieb, ob der Flughafen zu diesem Termin vollständig fertiggestellt sein sollte.
Da sich abzeichnete, dass die Kapazität des neuen Terminals bereits zur Eröffnung erschöpft sein würde, wurde im März 2014 der Weiterbetrieb des alten Flughafens Schönefeld beschlossen. Für den Regierungsflughafen, der anstelle der alten Terminals geplant war, sollte eine Interimslösung gefunden werden. Unterdessen war unklar, ob die Arbeiten an der Brandschutzanlage zu diesem Zeitpunkt überhaupt schon begonnen hatten.
Im Mai 2014 kündigte die Flughafengesellschaft dem Planer der Brandschutzanlage di Mauro.
Am 11. Juni 2014 wurde der Immobilienleiter Harald Siegle von Mehdorn fristlos entlassen, nachdem Siegle einen Brandbrief an drei Aufsichtsratsmitglieder geschickt hatte. Siegle erhielt im November 2014 gerichtlich eine Abfindung in Höhe von 230.000 Euro zugesprochen. Ebenfalls im Juni wurde Technikchef Jochen Großmann, der diesen Posten erst seit zwei Monaten bekleidete, aufgrund von Korruptionsvorwürfen entlassen. Großmann war zuvor dafür zuständig gewesen, die Entrauchungsanlage des Hauptterminals funktionstüchtig und genehmigungsfähig zu machen und hatte dazu veranlasst, diese zu stückeln und neu zu planen.
Der neue Technikchef Jörg Marks trat am 1. August 2014 seinen Posten an. Gleichzeitig wurde bekannt, dass Sicherheitsmängel die Fertigstellung des Nordpiers verhinderten, weil Teile der Blitzableiter fehlten. Auch das Notstromaggregat sei zu klein gewesen. Am 9. November 2014 wurde bekannt, dass Marks in einem internen Bericht kritisierte, dass nur 15 % der Brandschutzmängel an diesem Tage behoben waren.
Aufgrund der fortschreitenden Verzögerung der Eröffnung verschlechterte sich die Finanzlage der Flughafengesellschaft. Am 10. April 2014 kündigte die Geschäftsführung der Flughafengesellschaft an, weitere 1,1 Milliarden Euro bei den Gesellschaftern anfragen zu wollen. Die zusätzlichen Mittel, deren Ausschüttung zunächst von der Europäischen Kommission genehmigt werden musste, sollten nach 2014 zur Fertigstellung des Flughafens und für Schallschutzmaßnahmen eingesetzt werden. Das 1,1 Milliarden Euro teurere Gesamtkonzept wurde am 30. Juni 2014 vom Aufsichtsrat angenommen. Damit stiegen die Gesamtkosten auf 5,4 Milliarden Euro.
Am 13. Mai 2014 wurde durch Veröffentlichung eines vertraulichen Schreibens bekannt, dass der Flughafen akut durch Pleite bedroht war. Der Deutsche Bundestag beschloss am 14. Mai 2014 die Auszahlung einer Tranche in Höhe von 26,5 Millionen Euro aus dem 2012 beschlossenen Zuschuss in Höhe von 1,2 Milliarden Euro, um die Liquidität der Flughafengesellschaft zu sichern. Am 3. Juli 2014 gab der Haushaltsausschuss des Bundestages eine weitere Tranche in Höhe von 58 Millionen Euro frei.
Nach Medienberichten im November 2014 plante die Flughafengesellschaft, nach der Eröffnung bis 2035 weitere 2,19 Milliarden Euro in Umbau- und Erweiterungsmaßnahmen zu investieren.
Der Aufsichtsrat warnte am 16. Dezember 2014 vor einer weiteren Kostensteigerung, die darin begründet liegt, dass der Flughafen vermutlich erst 2017 öffnen werde. Die bisherigen Kosten von 5,4 Milliarden Euro bezögen sich nur auf einen Zeitraum bis etwa 2016.

### 2015 – Neue Probleme und neuer Generalplaner
Mitte Februar 2015 schien sich anzubahnen, dass auch der geplante Eröffnungstermin im Jahr 2017 nicht gehalten werden kann. Die am Bau der Brandschutzanlagen beteiligten Firmen kritisierten den Terminplan als „teilweise nicht realistisch“, gleichzeitig wurden Risiken im Zusammenhang mit dem Einbau von Ganzkörperscannern bekannt. Karsten Mühlenfeld wurde zum Nachfolger von Mehdorn als Flughafenchef bestimmt. Am 13. Februar 2015 sagte im Untersuchungsausschuss ein ehemaliger Berater aus, dass er schon weit vor der ersten geplanten Eröffnung 2012 gewusst habe, dass sie nicht stattfinden kann. Seine Kritik ging in Richtung eines fehlenden Generalunternehmers und der Geschäftsführung, insbesondere Ex-Technikchef Körtgen.
Nach Aussagen von Mehdorn im Untersuchungsausschuss am 20. März 2015 sollte die Planung zur Korrektur der Brandschutzanlage Ende Sommer 2015 abgeschlossen sein. Die Korrektur benötigt danach behördliche Zustimmung. Dies hat zur Folge, dass sich die Fertigstellung des (Haupt-)Terminals weiter verzögert. Mehdorn deutete an, dass die bislang für Mitte März 2016 geplante Fertigstellung des Terminals sich auf „März/April“ verzögern könnte.
Mitte April 2015 wurde bekannt, dass das Land Brandenburg seinen Anteil des 2014 beschlossenen Zuschusses in Form eines Darlehens gewähren würde; der Betrag in Höhe von 409 Millionen Euro solle später zurückgezahlt werden.
Im Mai 2015 beliefen sich die geschätzten Kosten auf etwa 5,3 Milliarden Euro sogenannter Nettokosten. Die Bruttokosten werden unter Verschluss gehalten. In einem Pränotifizierungsformular beantragte die Bundesregierung im Mai 2015 bei der EU, neben den bisher bezahlten 4,3 Milliarden Euro weitere mehr als 2,5 Milliarden Euro staatliche Beihilfen gewähren zu dürfen.
Im Zwischenbericht des Untersuchungsausschusses des Berliner Senats wurde im Juli 2015 festgehalten, dass es vor der geplanten Fertigstellung 2012 zu erheblichen Kontrolldefiziten kam, die in erster Linie von der Flughafenleitung verursacht worden waren. Der endgültige Untersuchungsausschussbericht wurde 2016 veröffentlicht.
Die Insolvenz der deutschen Tochter Imtech Deutschland GmbH & Co. KG des niederländischen Baukonzerns Royal Imtech N.V. von Anfang August 2015 hat laut Aussage des Flughafenchefs Karsten Mühlenfeld „Auswirkungen auf wichtige Schritte des Terminplans“, da das Unternehmen „eine der wichtigsten Baufirmen für die BER-Baustelle“ sei. Auch Martin Delius, Vorsitzender des Flughafen-Untersuchungsausschusses, sieht den derzeit anvisierten Eröffnungstermin – das zweite Halbjahr 2017 – als „stark gefährdet“ an. Mitte August 2015 gab die Flughafengesellschaft bekannt, dass sie sich mit Imtech „auf eine Fortführung der Arbeiten am BER geeinigt“ habe.
Nach dreijähriger Suche wurde Ende August 2015 die Ingenieurgesellschaft Schüßler-Plan als neuer Generalplaner benannt.

### 2016 – Untersuchung der Kosten- und Terminüberschreitungen
Der Bericht des Landesrechnungshofs des Landes Brandenburg zur gescheiterten Eröffnung im Sommer 2012 offenbarte Anfang 2016 Ergebnisse bezüglich der Ineffektivität der gesetzten Eröffnungsdaten und den damit verbundenen Kosten. Die neuen Eröffnungstermine wurden auf Druck des Aufsichtsrats ohne belastbare Terminplanung angesetzt und die daraus folgenden Verschiebungen waren mit weiteren Erhöhungen der Kosten verbunden. Des Weiteren hätten Aufsichtsrat und Gesellschafterversammlung ihre Kontrollfunktion während der Bauphase kaum ausgeübt. Steigende Baukosten und Bauverzögerungen seien durch die Gesellschafter nicht hinterfragt worden. Entgegen der Behauptung, dass die Eröffnung 2012 nur am Brandschutz scheiterte, seien große Teile des Terminals zu diesem Zeitpunkt überhaupt nicht benutzbar gewesen.
Am 20. Februar 2016 wurde die Planung und Errichtung eines zusätzlichen Terminals (T2) mit einer Geschossfläche von 45.000 m² ausgeschrieben. Das Terminal solle am Nordpier errichtet werden, um jährlich zusätzliche acht Millionen Passagiere abzufertigen. Der Neubau solle bis 2019 fertiggestellt werden und von einem „Totalübernehmer“ (TÜ) geplant und gebaut werden.
Im Juni legte der durch das Berliner Abgeordnetenhaus zur Untersuchung der Kosten- und Terminüberschreitungen am BER eingesetzte Untersuchungsausschuss seinen Abschlussbericht vor. Der Bericht kritisiert die Entscheidung der Flughafengesellschaft, den Bau des Hauptterminals sehr kleinteilig (ca. 40 Vergaben) zu stückeln, ohne den dadurch entstehenden koordinatorischen Anforderungen adäquat zu begegnen. Zwischen Mitte 2012 und 2014 lähmten mehrfache Umstrukturierungen den Fortschritt des Projekts. Der Untersuchungsbericht zeigte Schwächen in der Planung, die durch ständige Änderungswünsche der Flughafengesellschaft verstärkt wurden. Der Projektsteuerer WSP CBP habe die Geschäftsführung nicht ausreichend über die terminlichen und planerischen Risiken des Projekts informiert – andererseits sei „die Geschäftsführung der Flughafengesellschaft offenkundig nicht an unbequemen Einschätzungen interessiert“ gewesen. Die Projektsteuerung war ihrerseits auf Informationen der Bauüberwachung angewiesen, die angesichts der kleinteiligen Vergabe von Gewerken und des großen Volumens an Nachträgen nicht ausreichend dimensioniert gewesen sei.
Die Kündigung des Generalplaners pg bbi wird nicht grundsätzlich kritisiert, allerdings habe die Geschäftsführung den Umfang der dadurch zusätzlich anfallenden Aufgaben unterschätzt und zunächst nicht bewältigen können. Der Untersuchungsausschuss stellte „eine klare Täuschungsabsicht der Geschäftsführung – bzw. des Technischen Geschäftsführers Manfred Körtgen“ gegenüber dem Aufsichtsrat fest und kritisierte „ein systematisches Ignorieren und Unterdrücken von negativen Informationen“. Ob der Aufsichtsrat die Terminrisiken des Projekts hätte erkennen müssen, konnte der Untersuchungsausschuss nicht eindeutig beantworten. Allerdings bemängelte er die Entscheidung des Aufsichtsrats, im Jahr 2010 den Eröffnungstermin um nur sieben Monate auf Juni 2012 zu verschieben, obwohl die Risiken dieses Termins durch die Geschäftsführung kommuniziert wurden. Generell habe im Projekt mit nahendem Eröffnungstermin ein „kollektiver Wirklichkeitsverlust“ und ein „Verantwortungsvakuum“ geherrscht.

### 2017 – Erneute Verschiebung der Eröffnung
Anfang 2017 begann der Bau des Interimsregierungsterminals westlich der Terminalgebäude des Flughafens Schönefeld. Die ursprünglich für den Regierungsflughafen vorgesehenen Flächen stehen aufgrund des angedachten Weiterbetriebs der SXF-Terminals auch nach Eröffnung des Flughafens BER zunächst nicht zur Verfügung. Des Weiteren wurde der letzte Nachtrag zur Baugenehmigung des Hauptterminals vom zuständigen Bauordnungsamt genehmigt.
Wegen Problemen mit der Steuerung von Automatiktüren und Problemen der Sprinkleranlage wurde im Januar 2017 deutlich, dass eine Eröffnung im zweiten Halbjahr 2017 ausgeschlossen sei und sich die Fertigstellung um mindestens ein Jahr verzögern würde. Geschäftsführer Mühlenfeld entließ daraufhin im Februar Technikchef Jörg Marks und ersetzte ihn durch Christoph Bretschneider. Anschließend wurde Mühlenfeld selbst entlassen und durch Engelbert Lütke Daldrup ersetzt. Nachdem dieser zunächst noch eine Eröffnung im Jahr 2018 als Ziel angab, wurde im Dezember 2017 von Lütke Daldrup der Oktober 2020 als neuer Eröffnungstermin vorgeschlagen und vom Aufsichtsrat angenommen.
Die Insolvenz von Air Berlin im August 2017 war ein weiteres Problem für den Flughafen. Mit dem Wegfall von Air Berlin wurde deutlich, dass der Flughafen voraussichtlich vorerst nicht zu einem wichtigen Luftfahrt-Drehkreuz werden würde.

### 2018 – Baubeginn des „Billigflieger-Terminals“
Im Februar 2018 wurde der Pier Süd baurechtlich abgenommen und war damit nach dem Nordpier einer der ersten wesentlichen Gebäudeteile des neuen Flughafens, der für Passagierverkehr bereit wäre. Gleichzeitig wurde eine weitere Erhöhung der Gesamtkosten um 770 Millionen Euro auf 7,3 Milliarden Euro bekannt. Im März 2018 wurde die geplante Entrauchungslösung im Übergangsbereich zwischen Flughafenbahnhof und Hauptterminal genehmigt. Zuvor war erwogen worden, weniger Züge gleichzeitig im Bahnhof fahren zu lassen, um die Brandschutzauflagen einzuhalten.
Am 20. Mai 2018 wurde bekannt, dass die Abnahme der Sicherheitsverstromung und Sicherheitsbeleuchtung des Hauptterminals im Februar durch den TÜV Rheinland negativ verlief und beispielsweise Kabelarbeiten elf Monate hinter dem Plan lagen.
Anfang Juli 2018 forderte das Land Berlin, den von ihm bestellten Aufsichtsratsvertreter Norbert Preuß zusätzlich als externen Berater zur Aufsicht der Bauarbeiten vor Ort einzustellen, was er zuvor nach Presseberichten offenbar selbst vorgeschlagen hatte. Dieser Versuch einer verstärkten Kontrolle des Baufortschritts wurde als Zeichen des Misstrauens des Berliner Senats gegenüber der Geschäftsführung und ihrem Vorsitzenden Lütke Daldrup gewertet. Die direkte Vergabe eines Beratervertrags an Preuß ohne Ausschreibung wurde jedoch vom Aufsichtsrat abgelehnt.
Im Sommer 2018 wurde der Bau des „Billigflieger-Terminals“ T2, dessen Errichtung noch von Mehdorn angestoßen wurde, genehmigt. Der Auftrag für das „stark funktional konzipiert[e]“ Gebäude, dessen Finanzrahmen schon vor Baubeginn auf 200 Millionen Euro verdoppelt wurde, wurde im September 2018 an die Zech Bau GmbH vergeben. Der zusätzliche Terminal sollte nunmehr wie das Hauptterminal bis 2020 fertiggestellt werden.

### 2019 – TÜV-Abnahme der Brandschutzanlagen

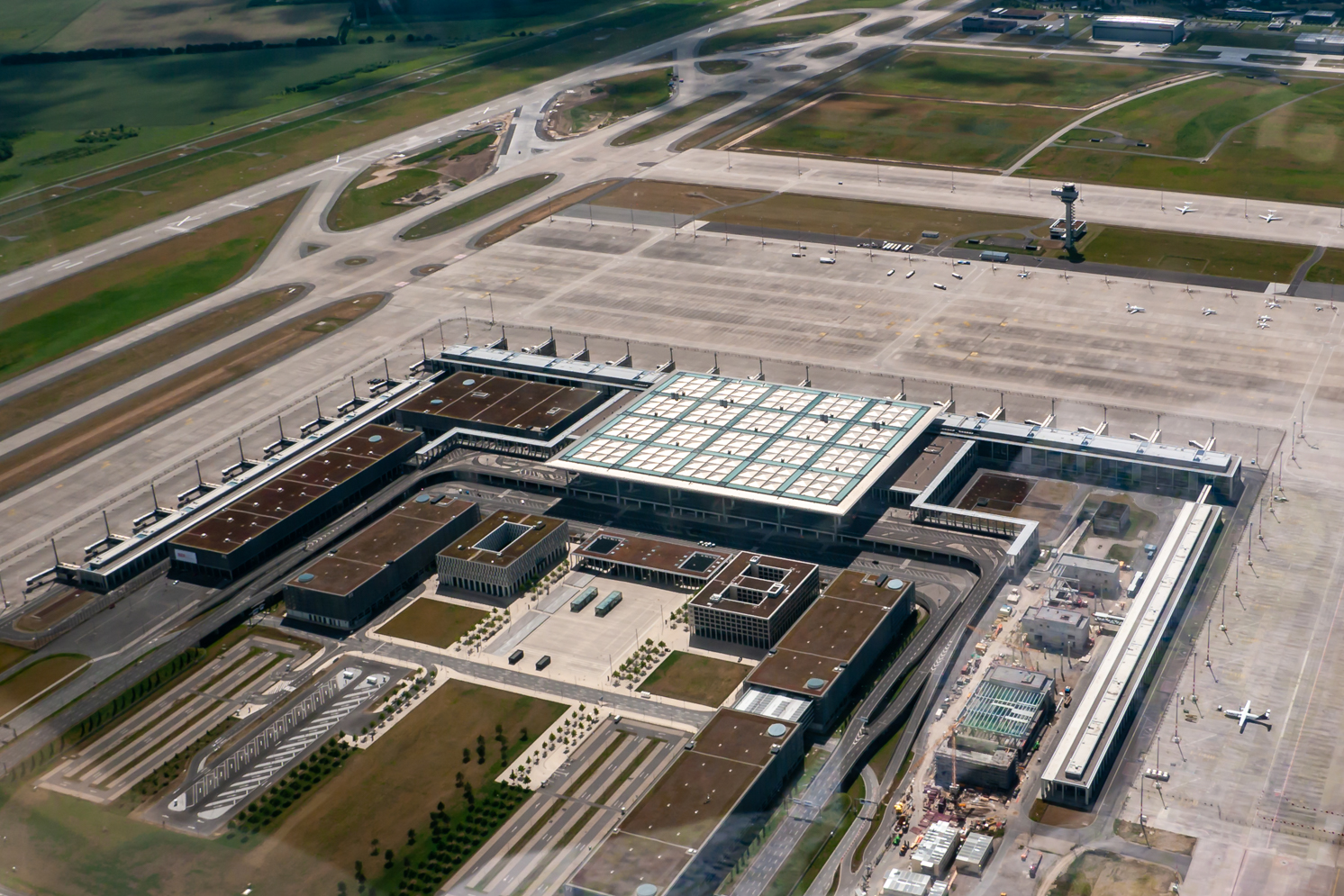
Flughafen Berlin Brandenburg im Sommer 2019. Im Juli wurde Terminal 2 (vorne rechts im Bild) im Rohbau fertiggestellt.

Im April 2019 wurde die Entrauchungsanlage des Hauptterminals, deren Fertigstellung als wichtige Hürde zur Eröffnung des Flughafens galt, vom TÜV abgenommen. Darüber hinaus wurde ein TÜV-Bericht bekannt, der eine hohe Zahl von Mängeln an der Brandmeldeanlage und Sicherheitskabeln moniert. Die Korrektur der Mängel sei demnach „mit einem möglicherweise hohen personellen Aufwand, aber auch einer Vielzahl von Rückbauten verbunden“ und der Eröffnungstermin im Oktober 2020 sei gefährdet.
Weiterhin bestand das Problem, dass zur Befestigung sicherheitsrelevanter Kabel im Hauptterminal verwendete Dübel nicht für diesen Zweck zugelassen wurden. Es war nach Medienberichten unklar, ob hierfür die von der Flughafengesellschaft angestrebte Einzelfallzulassung erteilt werden kann. Die Fertigstellung der Brandmeldeanlage, die ursprünglich bis Februar 2019 erfolgen sollte, sei laut Flughafengesellschaft im April 2019 abgeschlossen worden; die Abnahme durch den TÜV solle bis Juni 2019 vollzogen werden. Nach Aussage des Geschäftsführers Lütke Daldrup erfolgte die finale Prüfung der Brandmeldeanlage bis Mitte Juli 2019.
Am 25. Juli 2019 kündigte die Flughafengesellschaft an, ab dem 29. Juli mit der Wirk-Prinzip-Prüfung, bei der das Zusammenspiel aller technischen Anlagen des Hauptterminals geprüft wird, zu beginnen. Die Anlagen seien zuvor bereits einzeln durch den TÜV geprüft worden.
Die Wirk-Prinzip-Prüfung konnte Ende September 2019 vorzeitig abgeschlossen werden und verlief nach Angaben des Aufsichtsrats besser als erwartet. Dennoch bestanden weiterhin Mängel an sicherheitsrelevanten Kabeln und deren Befestigungen, deren Behebung das Einreichen der Baufertigstellungsanzeige von Oktober 2019 auf mindestens Februar 2020 verzögern sollte. Am 29. November 2019 wurde der 31. Oktober 2020 als neuer Eröffnungstermin bekanntgegeben.

### 2020 – Baufertigstellung und Eröffnung
Im Januar wurden die Brandschutzeinrichtungen am Übergang vom Hauptterminal zum Tunnelbahnhof vom TÜV freigegeben, außerdem wurde die Verwendung zweier Dübeltypen in den Kabeltrassen nachträglich genehmigt.

Nach einem Medienbericht waren im Februar rund 5.000 der anfangs 16.500 Mängel an den Kabeltrassen des Hauptterminals nicht beseitigt bzw. deren Beseitigung nicht durch den TÜV bestätigt. Dies gefährde die pünktliche mängelfreie Fertigstellung des Hauptterminals, die im ersten Quartal 2020 erfolgen sollte, und den Start des Probebetriebs Ende April 2020.
Aufgrund der Auswirkungen der damaligen COVID-19-Pandemie konnte der Probebetrieb nicht wie vorgesehen im Frühjahr 2020 stattfinden, sondern wurde auf Mitte des Jahres verlegt. Im April 2020 erklärte der Flughafenchef Engelbert Lütke Daldrup im Sonderausschuss des Brandenburger Landtags, dass alle erforderlichen Dokumente, darunter auch bisher offene Prüfbescheinigungen des TÜV, der Bauaufsichtsbehörde übergeben worden seien. Der TÜV hatte mit bis zu dreiwöchiger Verspätung bis dahin noch Kabel für die Sicherheitsstromversorgung und die Sicherheitsbeleuchtung zu prüfen. Am 28. April 2020 erfolgte die Freigabe des Hauptterminals durch die Bauaufsichtsbehörde des Landkreises Dahme-Spreewald. Im September vor der Flughafeneröffnung wurde Terminal 2 nach zweijähriger Bauzeit fertiggestellt, das wegen des zu jener Zeit allgemein stark reduzierten Flugverkehrsaufkommens jedoch erst im Jahr 2021 in Betrieb genommen werden soll. Am 31. Oktober 2020 erfolgte schließlich die Eröffnung des Hauptterminals für den Passagierverkehr.

## Verzögerungsgründe
Die Ursachen für die langanhaltenden Probleme beim Bau des Flughafens liegen in massiven Baumängeln, insbesondere des Brandschutzes, Planungsfehlern vor und während des Baus sowie fehlerhaftem Krisenmanagement und problematischen Personalentscheidungen sowie Korruption begründet.

### Planänderungen
Aufgrund der Aufteilung des Baus des Hauptterminals in sieben, später neun Baulose existierte kein Generalunternehmer, der die Ausführungsplanung für das Hauptterminal hätte durchführen und koordinieren können. Stattdessen wurde dies durch die Flughafengesellschaft und ihren Generalplaner pg bbi erbracht. Vor allem bis Ende 2009 erfolgten umfangreiche Änderungen an der Entwurfs- und Genehmigungsplanung, die in den folgenden Jahren zu Verzögerungen in der Ausführungsplanung und Bauausführung führten, insbesondere im Bereich der technischen Gebäudeausstattung. Nach Aussage der Generalplanung führten Änderungswünsche zu Planungsverzögerungen von 18 Monaten. Planänderungen erfolgten teilweise auf Wunsch der Fluggesellschaften; einige der etwa 500 Änderungen erforderten erneute Bauanträge:
- Die Einrichtung von Walk-Boarding-Piers, die keinen Bustransfer zwischen Flughafen und Flugzeug erfordern, wurde 2006 (Pier Nord) und 2007 (Pier Süd) beschlossen. 2009 wurde für den Pier Süd die Errichtung von Fluggastbrücken vereinbart.
- Eine Vergrößerung der Verkaufsbereiche des Flughafens wurde 2007 beschlossen, um die Finanzierbarkeit des Flughafenbetriebs zu sichern.
- Um für einen größeren Anteil internationaler Umsteiger gewappnet zu sein, wurde das Nutzungskonzept der Geschossebenen im Hauptterminal geändert (Ebenenshift) und die Errichtung einer zusätzlichen Ebene veranlasst. Insbesondere diese Planänderungen hatten erheblichen Einfluss auf die technische Gebäudeausstattung (u. a. Entrauchung), was schließlich eine Verzögerung der Fertigstellung zur Folge hatte.
- Als Folge der Planung einer gesonderten Ebene für den Nicht-Schengen-Verkehr (s. o.) wurde die Errichtung zweigeschossiger Fluggastbrücken beschlossen. Auf Anregung des damaligen Aufsichtsratsvorsitzenden Wowereit sollte eine dieser Brücken für die Abfertigung des Airbus A380 vorbereitet werden – insbesondere aus Imagegründen.
- Änderungen der EU-Sicherheitsbestimmungen im Flugverkehr führten zu einem erhöhten Platzbedarf der Sicherheitskontrollen für Passagiere. Da eine seitliche Erweiterung des Terminals, die bereits optional vorgesehen war, nach Einschätzung der pg bbi eine Verzögerung um mindestens drei Jahre mit sich gebracht hätte, wurde 2010 die Errichtung sogenannter Sicherheitspavillons im Terminal beschlossen. Um diese Pavillons an die Verkaufsflächen und auch an die Brandschutzanlagen anzuschließen, waren umfangreiche Umplanungen und Umbaumaßnahmen erforderlich. Die Umplanungen führten zu einem einjährigen Baustopp in den betroffenen Bereichen, woraufhin das Eröffnungsdatum um sieben Monate auf Juni 2012 verschoben wurde.[81]

Als Folge der Umplanungen war teilweise die Genehmigungsplanung noch nicht erstellt, wenn aufgrund des hohen Termindrucks die Bauleistungen bereits ausgeschrieben wurden. Die Entwurfs- und Ausführungsplanung erfolgte teilweise parallel zur Bauausführung. Aus nachträglichen Änderungen resultierende Kostenrisiken wurden bereits 2008 erkannt und bemängelt, zur Vermeidung von Verzögerungen hielt die Flughafengesellschaft jedoch an dieser Praxis fest. Vor 2010 war für Planänderungen keine explizite Zustimmung der Geschäftsführung erforderlich. Mehrfach – zuletzt im Oktober 2011 – wurden Planänderungsstopps verhängt, die allerdings nicht konsequent eingehalten wurden.
Bereits 2009 wurden Mängel an der Ausführungsplanung der technischen Gebäudeausstattung festgestellt, durch die Insolvenz des hierfür zuständigen Ingenieurbüros IGK-IGR im Februar 2010 bestand in diesem Bereich ein Planungsverzug von neun Monaten. Daraufhin wurden Planungsaufgaben für Gebäudeautomation an den Auftragnehmer Siemens ausgelagert. Trotz verstärkten Einsatzes der pg bbi in der Planung der technischen Gebäudeausstattung konnte über Jahre keine mängelfreie Ausführungsplanung erstellt werden. Auch infolge von Baubeschleunigungsmaßnahmen verlor die Flughafengesellschaft zusehends den Überblick über das Baugeschehen, was zu einer „zunehmende[n] Diskrepanz zwischen Planungs- und Istzustand“ führte.

### Brandschutz
Schon 2011, etwa ein halbes Jahr vor der kurzfristigen Absage der Eröffnung im Mai 2012, zeichneten sich Probleme mit dem Brandschutz am BER ab, die die Inbetriebnahme schließlich maßgeblich verzögerten. Das Hauptterminal gehört mit 320.000 m² Bruttogrundfläche zu den größten Gebäuden Europas. Seine geschossübergreifende Brandschutzanlage gilt aufgrund der Architektur des Gebäudes als besonders aufwendig. Sie muss mit 364 definierten Brandszenarien umgehen können. Zur Brandschutzanlage gehören 16.000 Brandmelder, über 50.000 Sprinklerköpfe, kilometerlange Zu- und Abluftkanäle mit 3400 Klappen und 81 Ventilatoren. Der Brandschutz wird dadurch verkompliziert, dass erst nach Baubeginn entschieden wurde, im Hauptterminal ein zusätzliches Zwischengeschoss zu errichten, um die Geschossfläche von zunächst geplanten 200.000 auf 340.000 Quadratmeter zu erhöhen. Dies machte erhebliche Änderungen an den Brandschutzanlagen erforderlich, deren Planung und Umsetzung von den Verantwortlichen lange nicht bewerkstelligt wurde.
Probleme mit dem Brandschutz wurden 2012 offiziell als Grund für das Scheitern der Eröffnung am 3. Juni 2012 genannt. Zum Zeitpunkt der Absage war die Brandschutzanlage noch nicht testfähig gewesen. Nach Medienberichten lagen die notwendigen Komponenten der Brandschutzanlage (beispielsweise Brandmelder) seit langem bereit, doch weder existierten dafür Pläne noch notwendige Vorarbeiten. Das Vorhaben, Teile der brandschutzrelevanten Anlagen übergangsweise manuell zu steuern, wurde vom Landkreis Dahme-Spreewald nicht genehmigt. In den Monaten nach Bekanntgabe der Inbetriebnahme-Verzögerung habe es laut Medienberichten keine Fortschritte beim Brandschutz gegeben.
Die Unternehmen Siemens, Bosch und Imtech lieferten Bestandteile für Gewerke der Brandschutzanlage. Am 14. November 2012 auf der 6. Berliner Wirtschaftskonferenz im Roten Rathaus äußerte sich Klaus Wowereit (SPD), Berlins damaliger Regierender Bürgermeister und Aufsichtsratsvorsitzender der Flughafengesellschaft, über die am Brandschutz beteiligten Unternehmen: „Es sind die namhaftesten Technikfirmen beteiligt, die namhaftesten Prüfer und Planer. Da muss es auch mal eine Verantwortung dafür geben, dass all diese wunderbaren Unternehmen auch mal in der Lage sind, eine Entrauchungsanlage hinzukriegen.“
Im Januar 2013 wurde bekannt gegeben, es gäbe Mängel in der „Verkabelung, Programmierung und Einregulierung“ der Brandschutzanlage. Die zentrale Computer-Steuerung könne die Daten aus den Teilbereichen Brandmeldung, Brandbekämpfung und Rauchentfernung nicht koordinieren. Die Entrauchungsanlage selbst sei entgegen behördlicher Auflagen gebaut worden. Für die Datentechnik ist T-Systems, ein Tochterunternehmen der Deutschen Telekom AG, zuständig. Imtech hatte laut Manager-Magazin zusammen mit der finnischen YIT „den Zuschlag für die gesamte Sanitär-, Heizungs-, Kälte-, Lüftungs- und Klimaanlage im Terminal erhalten“ und sorgte somit für „das Herzstück der Brandschutzanlage“.
Bereits 2013 wurde kritisiert, dass mit den neuen Verträgen mit bisherigen Auftragnehmern im Bereich der Gebäudetechnik (unter anderem T-Systems, Imtech und Siemens) weitestgehend „keine Möglichkeit auf potenzielle Gegenforderungen, wie Schadenersatz, Ersatzvornahmen aus der Vergangenheit oder zukünftig“ bestünden, da durch die Arbeiten im Rahmen der Trassensanierung Beweise vernichtet würden.
Im August 2013 wurde bekannt, dass weitere 90 Kilometer neue Kabel verlegt werden sollten.
Fachleute kritisierten im Januar 2014, der 800 Meter lange, zentrale Kabelkanal unter dem Terminal sei überbelegt. Die Kabel würden sich bei Volllast auf 70 °C erhitzen, dadurch könnten Kunststoffummantelungen zerstört werden. Erwogen wurde die Nachrüstung des Kabelkanals mit einer Klimaanlage. Zudem waren viele Kabel unterdimensioniert, zu stark gebogen oder geknickt.
Im April 2014 erklärte der Technische Leiter des Flughafen Berlin Brandenburg, Jochen Großmann, dass die Brandschutzanlage des Flughafens fehlerhaft geplant worden sei. Großmann führte aus: „Wir haben die Anlage nachgerechnet und man muss ganz klar sagen: Es war ein Planungsfehler.“ So sei im ursprünglichen Konzept vorgesehen gewesen, dass Rauchabfuhr und Frischluftzufuhr nicht auf jeder Etage nach außen, sondern durch Ventilatoren über mehrere hundert Meter Wegstrecke erst in den Keller und dann seitwärts nach außen gepumpt werden sollten. Insbesondere der Abschnitt 14 der Brandschutzanlage (zuständig für die Entrauchung des gesamten Hauptterminals) sei in den Planungsunterlagen völlig falsch konstruiert gewesen. Um die Komplexität der Entrauchung des Hauptterminals zu verringern, wurde die Entrauchung der oberen Geschosse von der Entrauchung des restlichen Gebäudes abgekoppelt, Rauch aus den oberen Geschossen soll stattdessen über drei Meter hohe Schornsteine auf dem Dach abgeführt werden. Die Anlagen für die Steuerung der Frischluftzufuhr im Hauptterminal wurden ebenfalls in Unterabschnitte aufgeteilt. Der Bundesrechnungshof machte am 10. Mai 2014 insbesondere auf die schwerwiegenden Mängel bei der Neuplanung der Entrauchungsanlage aufmerksam.
Alfredo di Mauro, der ursprünglich beauftragte Planer der Entrauchungsanlage, sagte in einem Gespräch in der ZDF-Sendung Frontal21, Mehdorn habe seine Vorschläge angenommen, Versuche zu fahren, um die Probleme zu lösen. Daraufhin habe er für diese Versuche zusätzliche Berechnungen angestellt. Einen Monat später habe er ein Schreiben bekommen, diese Unterlagen seien der Entsorgung zugeführt worden, angeblich wegen Platzmangels. Am 1. Juni 2014 wurde bekannt, dass einige Projekte der Entrauchungsanlage erneut, also doppelt vergeben wurden und dies nach Fertigstellung.
Am 23. Juni 2014 wurde bekannt, dass vertrauliche Unterlagen des Architekturbüros JSK, das zur ehemaligen Flughafen-Planungsgemeinschaft pg bbi gehörte, im Müllcontainer gefunden wurden. Des Weiteren sei Alfredo di Mauro kein Ingenieur, wie bisher in Berlin allgemein angenommen, sondern verfüge lediglich über einen Gesellenbrief als Technischer Zeichner.
Eine „Grundlagenermittlung zur Vorbereitung der Planung“ bezüglich der Entrauchungsanlage hatte bis Ende Juni 2014 noch nicht stattgefunden. Die geänderten Planungsunterlagen für die Entrauchungsanlage wurden laut Pressemeldungen im April 2015 fertiggestellt. Die Entrauchungsanlage, die als einer der Hauptgründe für das Scheitern der Eröffnung im Jahr 2012 galt, wurde schließlich im April 2019 vom TÜV final abgenommen. Auch die Brandmeldeanlage wurde nach Aussage des Flughafenchefs im Sommer 2019 abgenommen, die Fertigstellung der Arbeiten an den Kabelgewerken erfolgte im April 2020.

### Weitere Baumängel

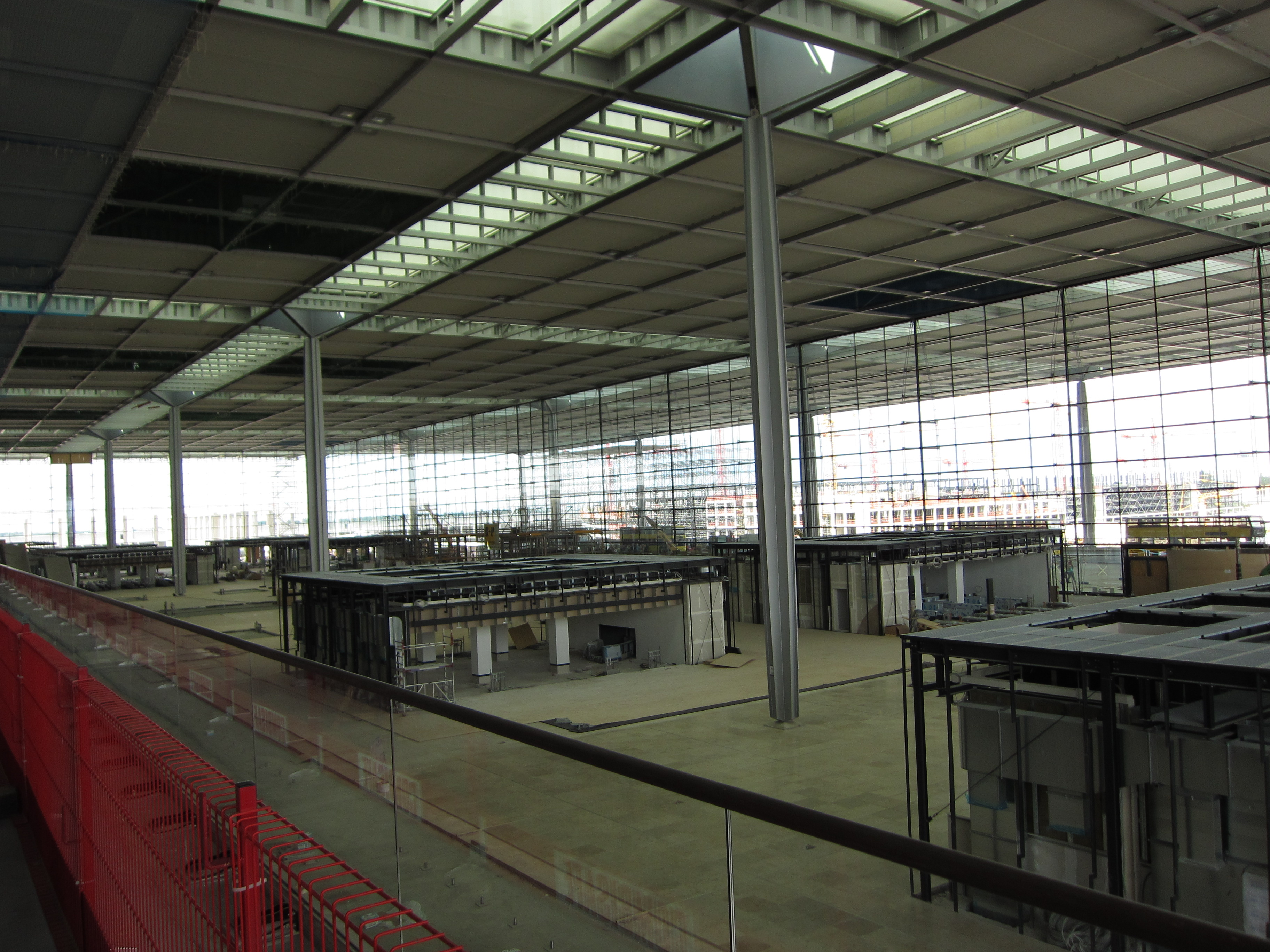
Bauarbeiten in der Haupthalle 2011

Seit dem Jahr 2012 wurden einige Beispiele von Mängeln von den Medien genannt:
- Zwischen Bahnhof und Plaza-Gebäude waren laut Pressemeldungen vom Dezember 2012 die Rolltreppen um einige Stufen zu kurz.[215]
- An der westlichen Terminalfassade floss je nach Windrichtung Regenwasser direkt in die Öffnungen des Lüftungssystems.[215]
- An den Wandverkleidungen von Aufzügen fehlten brandsichere Dübel.
- Die IT-Anlage wurde nicht ausreichend durch Kälteaggregate gekühlt und war somit nicht ausfallsicher.[216]
- Die Unterflurbetankung auf dem Flugfeld erhielt nicht die Sicherheitsabnahme, Rohrstücke passten zum Teil nicht ineinander.
- 1036 Bäume auf dem Gelände wurden falsch gepflanzt, 600 von ihnen sollten wieder ausgegraben und an anderen Stellen gesetzt werden.
- In einigen Treppenhäusern wurden die Treppengeländer unvollständig montiert, es fehlten bis zu fünf Meter.[195]
- Beim Bau des Parkhauses wurden Kabelschächte ganz vergessen. Daraufhin bogen über einer abgehängten Decke verlegte Kabel die Decke durch.[195]
- Die Notstromversorgung funktionierte nicht.[217]
- Eine Datenverbindung zur Feuerwehr fehlte.[217]

Im Jahr 2013 wurde von 75.000 Baumängeln gesprochen. Laut Angaben der FBB von August 2013 waren von etwa 150.000 Mängeln rund 40.000 abgearbeitet und 85.000 in Arbeit. 25.000 wurden als nicht relevant beurteilt.
Im Januar 2014 waren Handwerkerrechnungen in Höhe von 400 Millionen Euro unbezahlt.
Im Oktober 2014 wurde bekannt, dass die Raumnummerierung im ganzen Terminal unzutreffend sei. Dies sei durch eine Neunummerierung 2012 verursacht worden. Anfang 2015 wurde bekannt, dass sich das zuständige Bauordnungsamt des Landkreises Dahme-Spreewald damit befassen müsse, dass die 5000 Räume neu nummeriert werden müssen.
Anfang Mai 2014 wurde bekannt, dass die Datenkabel auch neben Starkstromkabeln liegen, was im Betrieb zu Störungen führen könne.
Bis Juni 2015 wurden 35 Kilometer Hauptkabel neu verlegt; zudem wurden Heizungsrohre isoliert, um eine Überhitzung der benachbarten Kabelkanäle zu vermeiden.
Im September 2015 wurde bekannt, dass in einigen Deckenfeldern des Passagierterminals zu schwere Rauchgasventilatoren eingebaut waren. Aufgrund einer möglichen Einsturzgefahr wurden zunächst Teile des Terminals gesperrt und am 21. September 2015 ein Baustopp für das gesamte Terminal verhängt. Der zuständige Projektmanager wurde wegen Indiskretion entlassen. Der Baustopp wurde am 1. Oktober 2015 aufgehoben.
Am 28. September 2015 gab Flughafenchef Mühlenfeld bekannt, dass rund 600 Wände eingerissen werden müssten, die als Brandschutzwände vorgesehen waren, „aber so nicht gebaut wurden“.

## Friktionen der Bauverzögerungen
Hauptfolge der ausbleibenden Betriebsfähigkeit des Flughafen Berlin Brandenburg sind die zunehmenden Kapazitätsengpässe für den Luftverkehr in Berlin sowie Kostensteigerungen in enormem Ausmaße. Darüber hinaus kam es zu zahlreichen personellen und juristischen Konsequenzen.

### Baugenehmigungen
Die Baugenehmigung für den Pier Nord lief am 18. Februar 2015 aus. Die Nutzungsfreigabe durch die Baubehörde wurde am 19. Dezember 2014 erteilt. Für den Pier Süd galt die Baugenehmigung ursprünglich bis zum 10. August 2016 und für das Fluggastterminal bis zum 30. Oktober 2016.
Ende April 2016 wurde eine Änderung der Brandenburger Bauordnung durch den Landtag Brandenburg verabschiedet, die am 1. Juli 2016 in Kraft trat. Neben Änderungen bei Rauchwarnmeldern und Barrierefreiheit enthält die neue Fassung auch Änderungen bezüglich der Geltungsdauer von Baugenehmigungen: Für Bauvorhaben, die eine Planfeststellung erfordern, ist die Geltungsdauer von Baugenehmigungen an die Geltungsdauer des Planfeststellungsbeschlusses geknüpft (zuvor betrug sie sechs Jahre). Nach § 75 Abs. 4 VwVfG behält ein Planfeststellungsbeschluss seine Gültigkeit, sofern innerhalb von fünf Jahren nach Ablauf der Klagefrist mit dem Bau begonnen wurde. Somit war ein erneutes Genehmigungsverfahren nicht erforderlich.
Im Falle eines neuen Genehmigungsverfahrens hätten für Klimaschutz und Barrierefreiheit inzwischen strengere Baustandards gegolten. Auch hätten neue Pläne angefertigt werden müssen, wie die Brandschutzanlage unter den neuen Vorschriften funktioniert (unter anderem mit mehr Rettungsmöglichkeiten für Menschen mit Behinderungen).

### Personalwechsel im Aufsichtsrat und im Flughafenmanagement
Seit Bekanntwerden der gravierenden Probleme beim Bau des Flughafens kam es zu häufigen Personalwechseln bei der Flughafengesellschaft, insbesondere auf den Positionen des Aufsichtsratsvorsitzenden, des Geschäftsführers (Flughafenchef) und des Geschäftsführers Bau und Technik (Technikchef). Seit 2012 hatte die Flughafengesellschaft vier Flughafenchefs und sechs Technikchefs.
Klaus Wowereit trat 2013 als Vorsitzender des Aufsichtsrats nach zwei abgesagten BER-Eröffnungsterminen zurück und überließ das Amt Matthias Platzeck. Nach dessen Rücktritt als brandenburgischer Regierungschef übernahm er es erneut. Am 11. Dezember 2014 trat Wowereit als Regierender Bürgermeister ab. Hierzu hatte die Belastung durch die Flughafenprobleme beigetragen. Die Aufsichtsratsspitze wurde nach dem Ausscheiden von Klaus Wowereit zunächst nicht von seinem Nachfolger Michael Müller übernommen, der sich mit einem Sitz in der Eigentümerversammlung begnügte. Nachdem sich der Aufsichtsrat nach dem Abgang Wowereits ein halbes Jahr lang nicht zu einem möglichen Kurswechsel äußerte, wurde Michael Müller am 3. Juli 2015 zur neuen Spitze des Aufsichtsrates erklärt.
Im März 2017 löste Rainer Bretschneider Müller als Aufsichtsratsvorsitzenden ab.
Noch im Mai 2012, kurz nach Bekanntgabe des Scheiterns der Eröffnung im Juni 2012, wurde der damalige Technikchef Manfred Körtgen entlassen, sein Nachfolger wurde Horst Amann. Hartmut Mehdorn folgte im Frühjahr 2013 Rainer Schwarz als Flughafen-Manager (Flughafen Berlin Brandenburg GmbH) nach. Amann verlor Ende 2013 nach andauerndem Konflikt mit Mehdorn seinen Posten als Technikchef und wurde durch Jochen Großmann ersetzt. Wegen Korruptionsvorwürfen, die sich später bewahrheiteten, musste Großmann seinen Posten im Juni 2014 räumen. Sein Nachfolger war ab 1. August 2014 der ehemalige Siemens-Manager Jörg Marks.
Mehdorn kündigte am 15. Dezember 2014 seinen Ausstieg an. Drei Tage zuvor, am 12. Dezember 2014, war Mehdorn über die mutmaßlichen Korruptionsfälle von Imtech informiert worden. Mehdorn hatte sich gegen eine externe Kontrolle seiner Arbeit, die der Aufsichtsrat veranlasst hatte, gewehrt und sprach von „Inquisition“ und „Misstrauenskultur rund um den BER“.
Als Nachfolger Mehdorns wurde vom Aufsichtsrat Karsten Mühlenfeld als Flughafenmanager bestimmt. Anfang 2017 – nach Absage des Eröffnungstermins im Herbst 2017 – tauschte Mühlenfeld im Alleingang Technikchef Jörg Marks gegen Christoph Bretschneider aus. Daraufhin musste Mühlenfeld auf Druck Berlins und des Bundes im März 2017 seinen Posten als Flughafenchef räumen. Als Mühlenfelds Nachfolger wurde der frühere Staatssekretär Engelbert Lütke Daldrup bestimmt, Christoph Bretschneider verließ die Flughafengesellschaft nach weniger als einem Monat wieder. Marks kehrte zurück, für den Bau des Hauptterminals war jedoch fortan Peter Herrmann zuständig. Seit Ende 2017 liegt die Zuständigkeit für die Fertigstellung des Hauptterminals direkt beim Flughafenchef selbst, Technikchef Marks wurde im November 2018 von Carsten Wilmsen abgelöst.

### Unternehmensberater und Wirtschaftsprüfer
Im Dezember 2013 musste sich Mehdorn von seinen Beratern von PricewaterhouseCoopers trennen, weil deren Tätigkeit nicht ordentlich ausgeschrieben worden war.
Am 27. Juni 2014 wurde angekündigt, dass Bund, Berlin und Brandenburg externe Hilfe einholen, um am Hauptstadtflughafen die Abläufe zu überprüfen. Der Bundesrechnungshof hatte drei Monate zuvor die Korruptionsaffäre und Mehdorns Informationsverhalten kritisiert. Mehdorn hatte zwei Monate zuvor den Flughafen und seine Abläufe von der Wirtschaftsprüfungsgesellschaft KPMG untersuchen lassen. Bundesverkehrsminister Alexander Dobrindt erklärte, dass auch Auftragsvergabepraxis und Kostenmanagement begutachtet werden solle. Noch am 16. Juni 2014 hatte Mehdorn das vom Bundesrechnungshof geforderte Controlling für überflüssig erklärt, der FBB benötige „kein Controlling des Controlling des Controlling“.
Mitte Dezember 2014 blockte der neue Regierende Bürgermeister Michael Müller den Antrag Mehdorns auf eine weitere Bewilligung der Tätigkeit der Unternehmensberater von Roland Berger ab, die seit Mai 2013 etwa acht Millionen Euro für ihre Beratungen erhalten hatten.

### Zivilrechtliche Auseinandersetzungen
Einen Rechtsstreit mit dem ehemaligen Geschäftsführer der BER-Betreibergesellschaft Rainer Schwarz um dessen Gehaltsfortzahlung beendete das Landgericht Berlin mit seinem Urteil am 23. Oktober 2014. Da Rainer Schwarz keine schwerwiegenden Pflichtverletzungen nachzuweisen seien, hätte dieser Anspruch auf die Zahlung seines Gehalts bis zum ursprünglichen Vertragsende im Mai 2016.
Die Klage wegen der Planungsfehler bei der Entrauchungsanlage gegen die Planungsgemeinschaft pg bbi wegen des geplatzten Eröffnungstermins am 3. Juni 2012 solle erweitert werden, wurde im April 2014 bekannt. Die Flughafengesellschaft verklagte ihr Planungsbüro am 20. November 2014 erneut auf Schadensersatz in Höhe von 224 Millionen Euro, nachdem sie zuvor schon einmal auf 80 Millionen Euro geklagt hatte. Das Verfahren ruhte, nachdem von der pg bbi nur noch das Planungsbüro Gmp von Meinhard von Gerkan übrig war und dieses Büro wieder mit der BBI zusammenarbeitete.

### Strafrechtliche Ermittlungen

#### MAWV, RAKW und andere
Mitte Oktober 2014 fand eine erste Verhandlung vor dem Landgericht Cottbus wegen Schmiergeldzahlungen im Zusammenhang mit dem Verlegen von Wasserleitungen statt. Angeklagt waren der frühere Chef des Märkischen Abwasser- und Wasserzweckverbands (MAWV), Wolf-Peter Albrecht, der Ex-Chef des Unternehmens Rohrleitungs- und Anlagenbau Königs Wusterhausen (RAKW), Wilfried Gromotka und ein Bau-Unternehmer. Unter anderem soll ein Haus gratis gebaut worden sein. Der Prozess vor dem Neuruppiner Landgericht im Zusammenhang mit dem Verlegen von Wasserleitungen endete mit Freiheitsstrafe und Bewährungsstrafe am 10. Juli 2015.
Weitere Korruptionsvorwürfe wurden am 16. August 2015 in der Bild am Sonntag erhoben. Führungskräfte des Flughafens sollen die Bezahlung überhöhter Rechnungen an die Unternehmen Siemens, Bosch und die Telekom-Tochter T-Systems angewiesen haben. Die beschuldigten Personen hätten bis zur Absage des Eröffnungstermins Mitte 2012 der Flughafengesellschaft fast jede Nachzahlungsforderung – mehrfach in zweistelliger Millionenhöhe – bewilligt. Derartig hohe Nachzahlungen seien „einmalig und verdächtig“. Ein Flughafensprecher kündigte daraufhin an, „sämtliche seit Projektbeginn geleisteten Zahlungen einer nochmaligen, gesamthaften Prüfung zu unterziehen“. Zudem berichtete Der Tagesspiegel am 17. August 2015, die Flughafengesellschaft und Siemens hätten Strafanzeige wegen Abrechnungsbetrugs beim Bau des Hauptstadtflughafens erstattet; es gehe um einen Betrag von 1,9 Millionen Euro. Ein Blackout bei der Befeuerung der südlichen Bahn führte im September 2015 zu Ermittlungen bezüglich der Sicherheit des Flugverkehrs.

#### Jochen Großmann
Am 27. Mai 2014 teilte die Flughafen Berlin Brandenburg GmbH mit, dass Jochen Großmann als Technischer Leiter des Flughafens Berlin Brandenburg durch die Flughafengesellschaft beurlaubt wurde und die Staatsanwaltschaft Neuruppin gegen ihn Ermittlungen wegen eines Anfangsverdachtes der Bestechlichkeit aufgenommen hat.
Am 4. Juni 2014 wurde Großmann entlassen, nachdem ihm vorgehalten wurde, von dem Beratungsunternehmen Arcadis bis zu 500.000 Euro für eine Auftragsvergabe verlangt zu haben. Weitere Vorwürfe gegen Großmann wurden am 16. Juni 2014 bekannt.
Jochen Großmann wurde im Oktober 2014 laut Mitteilungen der Staatsanwaltschaft Neuruppin vom Amtsgericht Cottbus wegen Bestechlichkeit und Betrugs zu einer Bewährungsstrafe von einem Jahr und einer Zahlung von 200.000 Euro verurteilt. Unter anderem habe er von einem niederländischen Planungsbüro, das sich um einen Auftrag beworben hatte, ein Bestechungsgeld in Höhe von 350.000 Euro gefordert.

#### Imtech
Am 27. Juli 2013 machte die B.Z. Informationen bekannt, Imtech habe einen Abrechnungsbetrug mit 40.000 nicht geleisteten Arbeitsstunden mit einem Schaden in Millionenhöhe begangen; aufgeführte Mitarbeiter seien in Wirklichkeit woanders tätig gewesen.
Imtech habe zum Jahreswechsel 2012/2013 ein massives Liquiditätsproblem gehabt. Beteiligte Unternehmen drohten damit, die Arbeiten ruhen zu lassen, wenn nicht die Flughafengesellschaft finanziell nachbessere. Dies führte dazu, dass die Bundesländer Berlin und Brandenburg schließlich 25 Millionen Euro an Imtech überwiesen für Rechnungen, die nicht geprüft worden waren.
Die Neuruppiner Staatsanwaltschaft ermittelt seit Dezember 2014 gegen vier frühere leitende Mitarbeiter des Unternehmens Imtech und gegen einen ehemaligen Bereichsleiter von Imtech wegen des Vorwurfs der Bestechlichkeit wegen einer Nachzahlung im Dezember 2012 in Höhe von 65 Millionen Euro an Imtech durch den Aufsichtsrat des Flughafens auf Vorschlag Amanns. Der Mitarbeiter war Prokurist unter Amann und soll zwei Millionen Euro erhalten haben; die Staatsanwaltschaft stellte bei ihm bei einer Hausdurchsuchung mehrere hunderttausend Euro sicher.
Das deutsche Tochterunternehmen des niederländischen Baukonzerns Imtech meldete am 6. August 2015 Insolvenz an. Die Deutsche Imtech sollte durch Ernst & Young verkauft werden, so der Insolvenzverwalter am 20. August 2015, in der Tat ging die Imtech Deutschland GmbH & Co. KG auf ein Unternehmen der Bremer Gustav-Zech-Stiftung über und wird als Rud. Otto Meyer Technik GmbH & Co. KG (ROM Technik) weitergeführt.
Weiterhin kam es Ende Juni zu einem Lichtbogenunfall, der vertuscht wurde. Ab 1. Juli 2015 musste Imtech einen Konstruktions-Tagesplan vorlegen.

## Baukosten
Die Gesamtkosten für das Projekt wurden zu Baubeginn auf rund zwei Milliarden Euro geschätzt, 2015 waren es bereits knapp sechs Milliarden und 2018 wurde die Schätzung schließlich auf 7,3 Milliarden Euro korrigiert.
2019 wurden die reinen Planungs- und Baukosten auf 4,6 Milliarden Euro und die Kosten für den Schallschutz auf 770 Millionen Euro geschätzt.

## Unfälle
Bis Ende 2012 wurden über 240 Arbeitsunfälle auf der Baustelle bekannt, bei denen vier Menschen ums Leben kamen, 46 schwer und 197 leicht verletzt wurden. Bei den tödlichen Unfällen ist eine Person von einer Gummiradwalze überrollt, eine andere von einer herabfallenden Baggerschaufel erschlagen worden, eine Person ist aus acht Metern Höhe und eine weitere aus rund zehn Metern in die Tiefe gestürzt.

## Rundfunkberichte
- Claudia van Laak, Axel Flemming: Das Scheitern des Hartmut Mehdorn. Bei: Deutschlandfunk in der Sendung Hintergrund vom 7. März 2014.

## Filme
- Thomas Balzer: Letzter Aufruf BER – der lange Weg zum Berliner Flughafen, Dokumentarfilm bei arte, 28. Oktober 2020,[289] rbb Fernsehen, 31. Oktober 2020[290][291]